# Švýcarsko
Švýcarsko, plným názvem Švýcarská konfederace, je vnitrozemský stát ležící na rozhraní západní, střední a jižní Evropy. Na severu sousedí s Německem a na východě s Rakouskem a Lichtenštejnskem, na jihu s Itálií a na západě s Francií. Povrch země je hornatý,geograficky se dělí na Švýcarskou plošinu, kde žije většina obyvatel, Alpy a pohoří Jura; podnebí je obecně mírné, ale může se velmi lišit v jednotlivých místech. Švýcarsko se dělí na 26 kantonů, na ploše asi 41 000 km² žije 9,1 milionu obyvatel. Jeho federální úřady sídlí v Bernu, největší je Curych, mezi další velká města patří Ženeva, Basilej a Lausanne. Většinu obyvatel tvoří Švýcaři, největšími menšinami jsou Němci a Italové. Švýcarsko se skládá ze čtyř hlavních jazykových a kulturních oblastí:  největší německé a dále francouzské, italské a rétorománské. Celkem 31 % obyvatel se hlásí ke katolické církvi, 20 % k protestantismu.
Švýcarsko vzniklo ze Staré švýcarské konfederace založené v pozdním středověku po sérii vojenských úspěchů proti Rakousku a Burgundsku; za zakládající dokument země je považována Federální smlouva z roku 1291. Švýcarská nezávislost na Svaté říši římské byla formálně uznána Vestfálským mírem v roce 1648. Od 16. století Švýcarsko zachovává politiku ozbrojené neutrality a od roku 1815 nevedlo žádnou mezinárodní válku. Do Organizace spojených národů vstoupilo teprve v roce 2002, ale vede aktivní zahraniční politiku, která zahrnuje časté zapojení do budování míru.
Švýcarsko je federativní republika s prvky přímé demokracie, hlavou státu i vlády je prezident, federální zákonodárnou moc má dvoukomorový spolkový parlament. Švýcarsko patří k nejrozvinutějším zemím světa, má nejvyšší nominální bohatství na dospělou osobu a šestý nejvyšší hrubý domácí produkt na obyvatele, od roku 2021 je na prvním místě v indexu lidského rozvoje a dosahuje vysokých výsledků také v několika mezinárodních ukazatelích, včetně hospodářské konkurenceschopnosti a demokratického vládnutí. Národní identita Švýcarska poměrně soudržná, protože má kořeny ve společném historickém pozadí, sdílených hodnotách a alpské symbolice.  Ve Švýcarsku vznikl Mezinárodní červený kříž a sídlí zde většina významných mezinárodních institucí včetně Světové obchodní organizace, Světové zdravotnické organizace, Mezinárodní organizace práce, Mezinárodní federace fotbalových asociací (FIFA) a Organizace spojených národů. Je zakládajícím členem Evropského sdružení volného obchodu, ale není součástí Evropské unie, Evropského hospodářského prostoru ani eurozóny; je však součástí jednotného evropského trhu a schengenského prostoru.

## Název

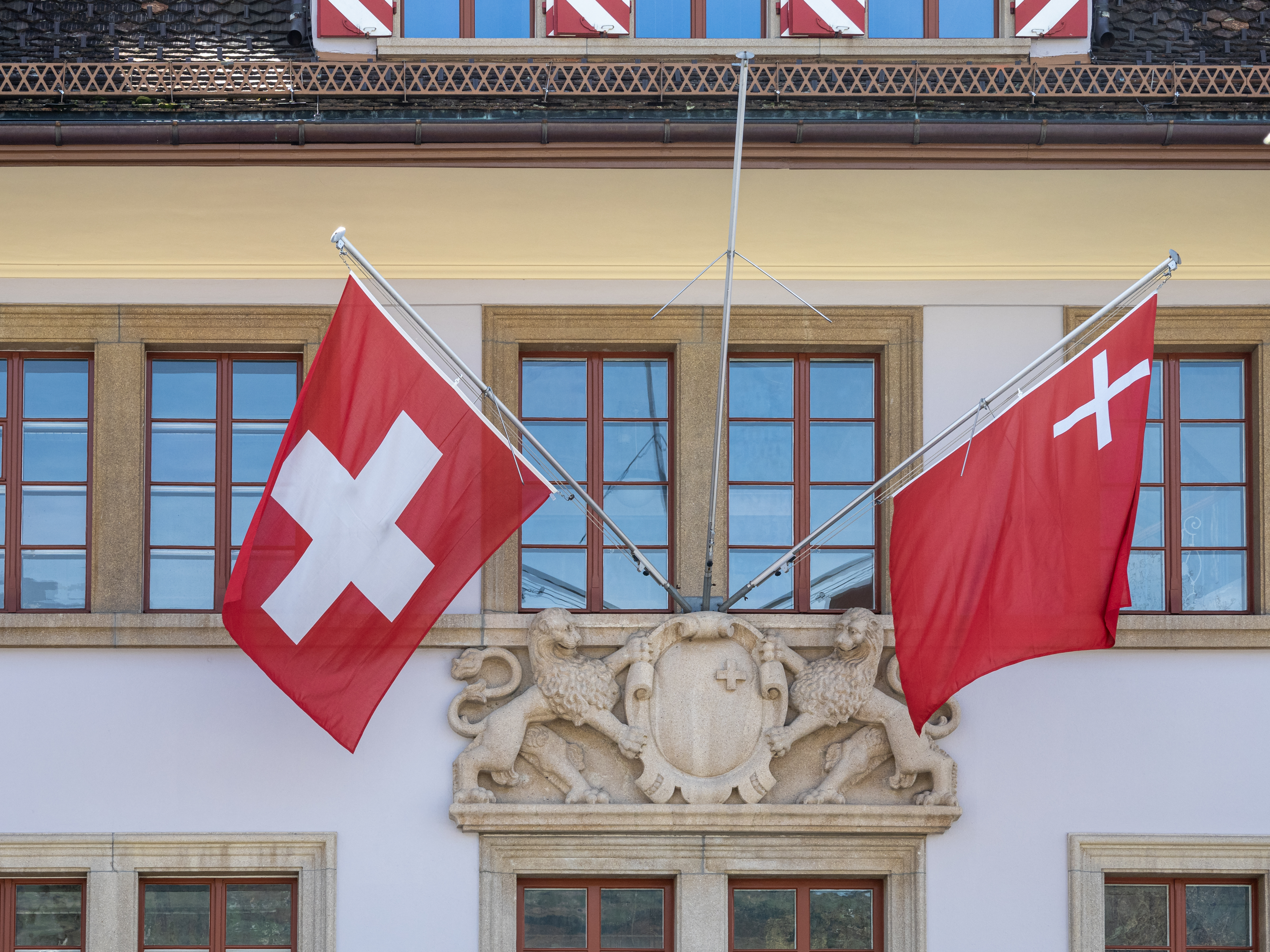
Vlajka Švýcarska a kantonu Schwyz

Název Švýcarsko vychází z pojmenování jednoho z dnešních kantonů, Schwyzu. Schwyz hrál v počátcích stále ještě volného konfederačního spojenectví (viz Dějiny Švýcarska) tak aktivní roli, že agresivně-expanzivní zahraniční politika představitelů Schwyzu dala Švýcarsku jeho současný název: již ve 14. století kronikáři ve Svaté říši římské označovali konfederační spojence souhrnně jako Schwyzer nebo také Schweizer (Švýcary).
Forma Švýcarsko (Schweiz, s typickou nealemanskou dvojhláskou), přenesená do moderní spisovné němčiny, se následně stala běžnou v celém německy mluvícím světě jako název celého státu; původní forma (jako ve středověké spisovné němčině s monoftongem) byla naopak přejata do francouzštiny jako Suisse. Vlajky Schwyzu a Švýcarska, taktéž na první pohled podobné, naopak vznikly nezávisle na sobě.  Italsky se nazývá Svizzera a  retorománsky Svizra. Na mincích a známkách se místo používaných jazyků používá latinský název Confoederatio Helvetica, často zkracovaný na „Helvetia“.

## Dějiny

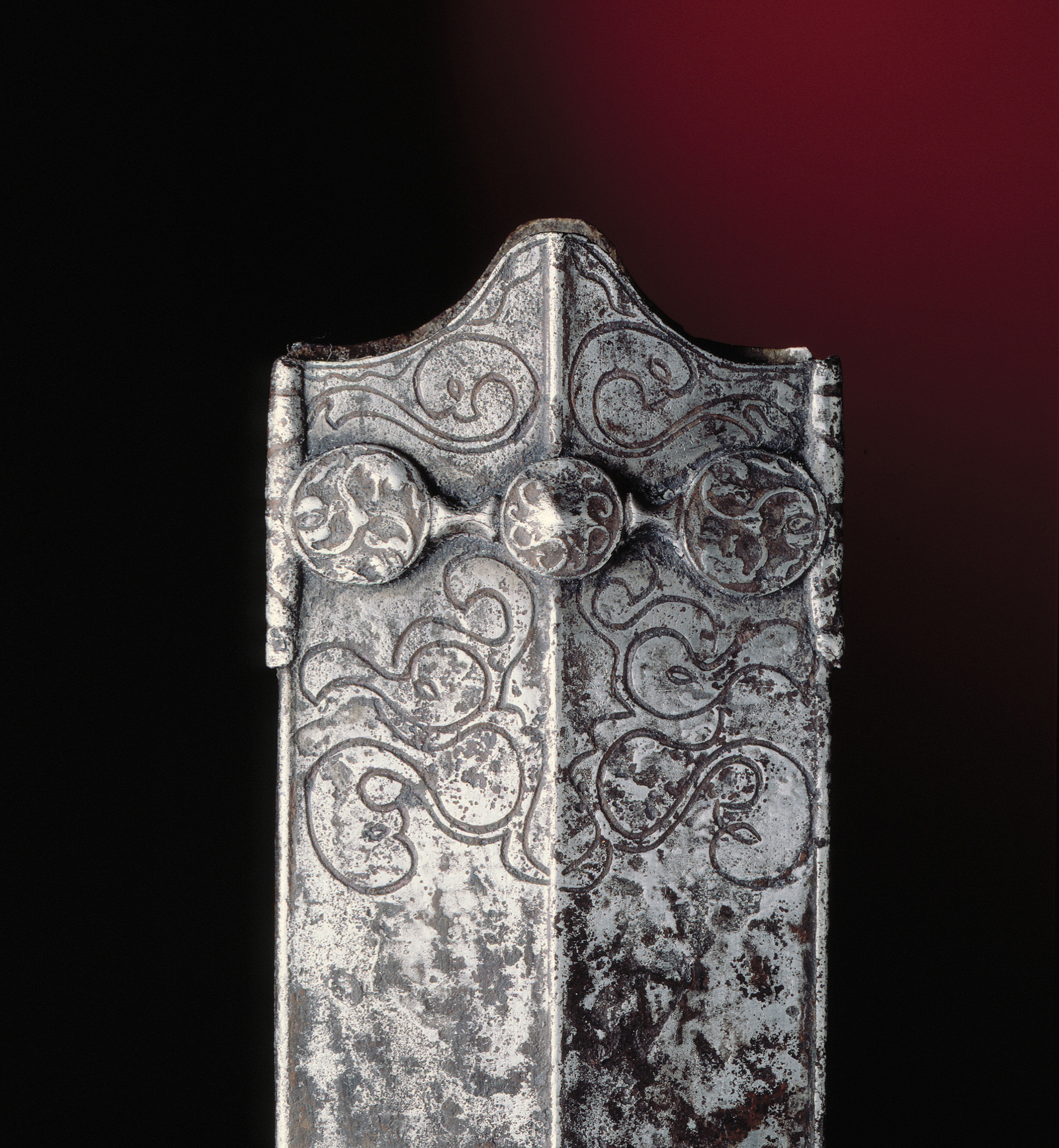
Pochva meče z naleziště La Tène

Archeologické nálezy ve Švýcarsku naznačují přítomnost lovců a sběračů v nížinách na sever od Alp již v období pozdního paleolitu. V neolitickém období bylo území celkem hustě zalidněno a pozůstatky obydlí zbudovaných na kůlech nad hladinou vody pocházejících z doby bronzové (kolem roku 3800 př. n. l.) byly nalezeny v mělkých vodách mnoha jezer. Kolem roku 1500 př. n. l. osídlily oblast keltské kmeny, přičemž západní oblasti osídlili Helvéciové, zatímco východní část území Rétové (patrně příbuzní s Etrusky). Keltská laténská kultura je pojmenována podle archeologického naleziště La Tène, jež se nachází právě na území dnešního Švýcarska, na severním břehu Neuchâtelského jezera.

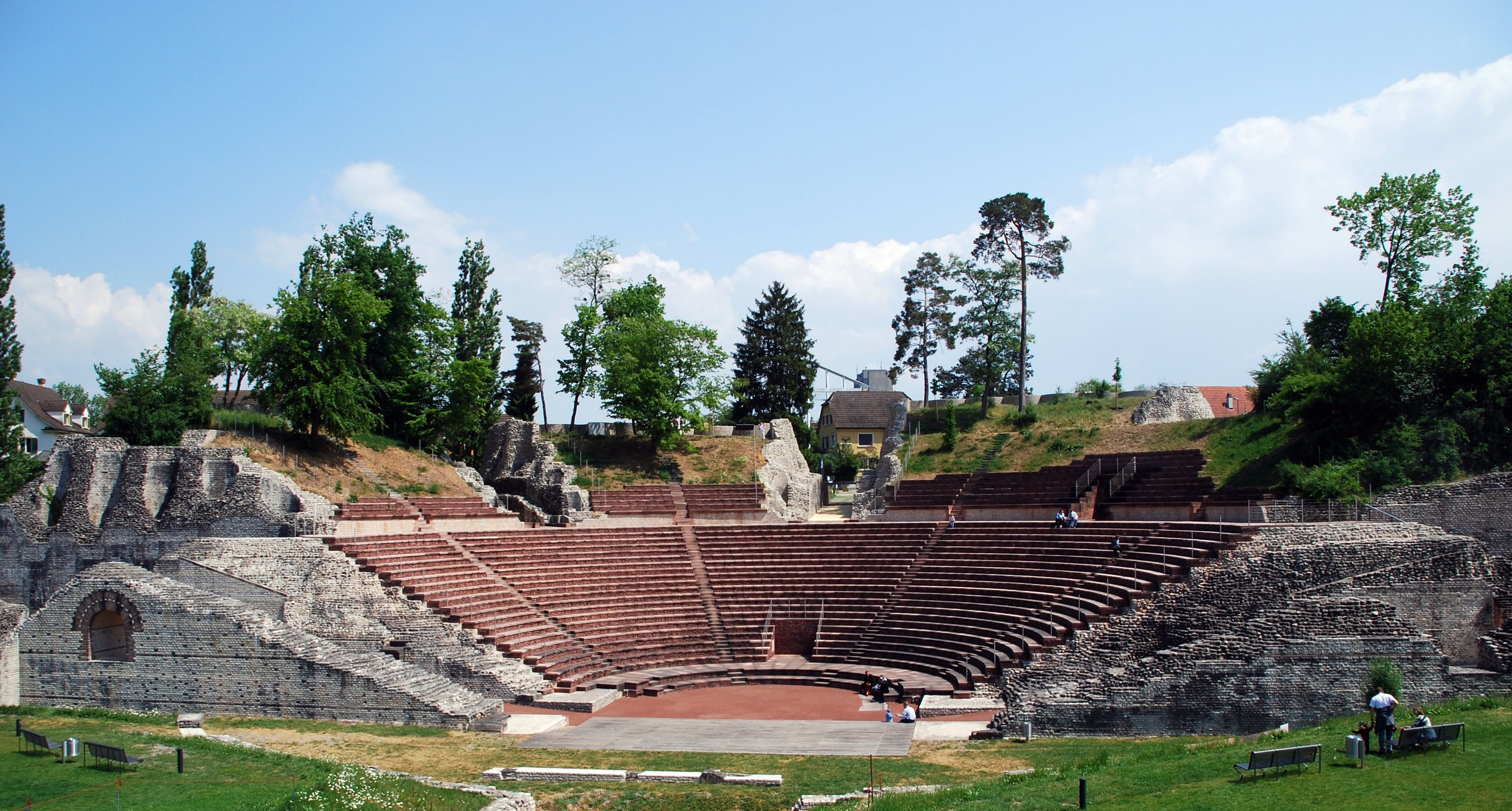
Augusta Raurica nedaleko Basileje

V 1. století byla oblast přičleněna k Římské říši. Kmen Helvéciů, snažící se o migraci na západ (aby unikl sílícím útokům germánského kmene Svébů vedených Ariovistem), byl Juliem Caesarem donucen v bitvě u Bibracte roku 58. př. n. l. vrátit se na švýcarské území. Dobytí oblasti pak zařídil římský císař Tiberius a jeho bratr vojevůdce Drusus v roce 15 př. n. l. Západní část obývaná Helvécii byla připojena k římské provincii Gallia Belgica, později k provincii Germania Superior, východní část obývaná Réty k provincii Raetia. Údolí Valais bylo začleněno do provincie Alpes Graiae et Poeninae. V následujících staletích byli Helvéciové silně romanizováni. Římské správní středisko oblasti se nacházelo ve městě Aventicum (dnes Avenches).

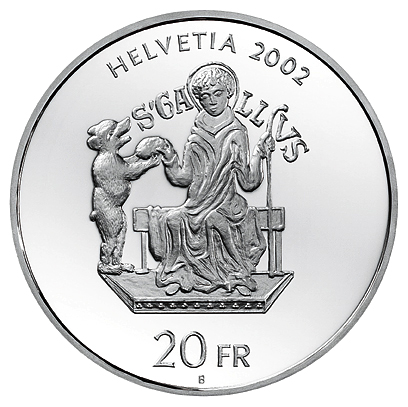
Sv. Havel na švýcarské pamětní minci

Roku 259 přišli na zdejší území germánští Alamani poté, co pronikli přes limes a usadili se na hranici s Římskou říší. Spolu s pádem Západořímské říše přišly do oblasti další germánské kmeny. Burgundové zabrali západní část země, Alamani, před nimiž se kelto-románská populace stáhla do hor, spíše východ. Na konci 4. století se tak území Švýcarska stalo součástí Burgundského království a od 5. století zčásti i Alamannie. Christianizace započala také již ve 4. století, dynamiku však nabrala až na počátku 7. století zásluhou irských mnichů, jako byl například Svatý Havel, dnes patron Švýcarska.
Burgundsko se roku 534 stalo součástí Franské říše a o dva roky později čekal stejný osud i stát Alamanů. Verdunská smlouva rozdělující tehdejší Franskou říši mezi vnuky Karla Velikého (843) přisoudila Burgundsko (západní část dnešního Švýcarska) Středofranské a Alamanii (jeho východní část) Východofranské říši. Území scelila znovu až Svatá říše římská, která v oblasti získala kontrolu okolo roku 1000.

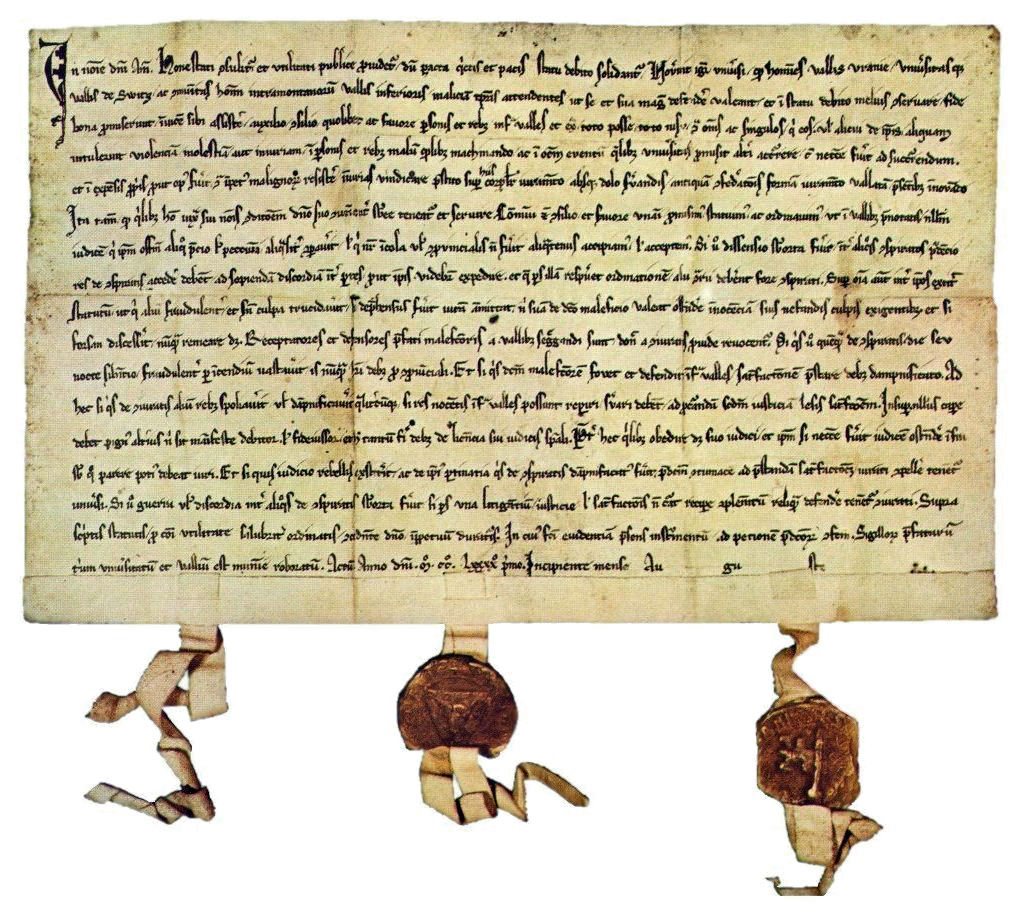
Ústavní smlouva z roku 1291

Místní elity převzaly kontrolu ve 12. století, klíčovými rody byli Zähringové, Kyburgové a Habsburkové. Vymření rodu Kyburgů umožnilo Habsburkům získat většinu území na jih od Rýna pod svou kontrolu. To vyvolalo paniku mezi ostatními oblastmi, které si nepřály habsburskou centralizaci moci. Její hrozba zesílila poté, co se roku 1273 Rudolf I. Habsburský stal římským králem (panovníkem Svaté říše římské). Roku 1291 tak spolu uzavřely kantony Uri, Schwyz a Unterwalden na obranu proti Habsburkům dohodu o věčném spolku, čímž vznikla Švýcarská konfederace (tzv. Stará konfederace). Spolek byl úspěšný – v bitvách u Morgartenu roku 1315 a Sempachu roku 1386 Švýcaři porazili habsburskou armádu. Do roku 1353 se k původním kantonům přidaly další – Glarus a Zug a městské státy Lucern, Curych a Bern. Ve 14. století byla sepsána i tzv. federální charta, jakási zárodečná ústava. K posílení moci a bohatství spolku přispělo vítězství nad burgundským vévodou Karlem Smělým v burgundských válkách (klíčová bitva u Nancy roku 1477). Vítězství nad Habsburky ve švábské válce roku 1499 pak přispělo k faktické nezávislosti na Svaté říši římské.

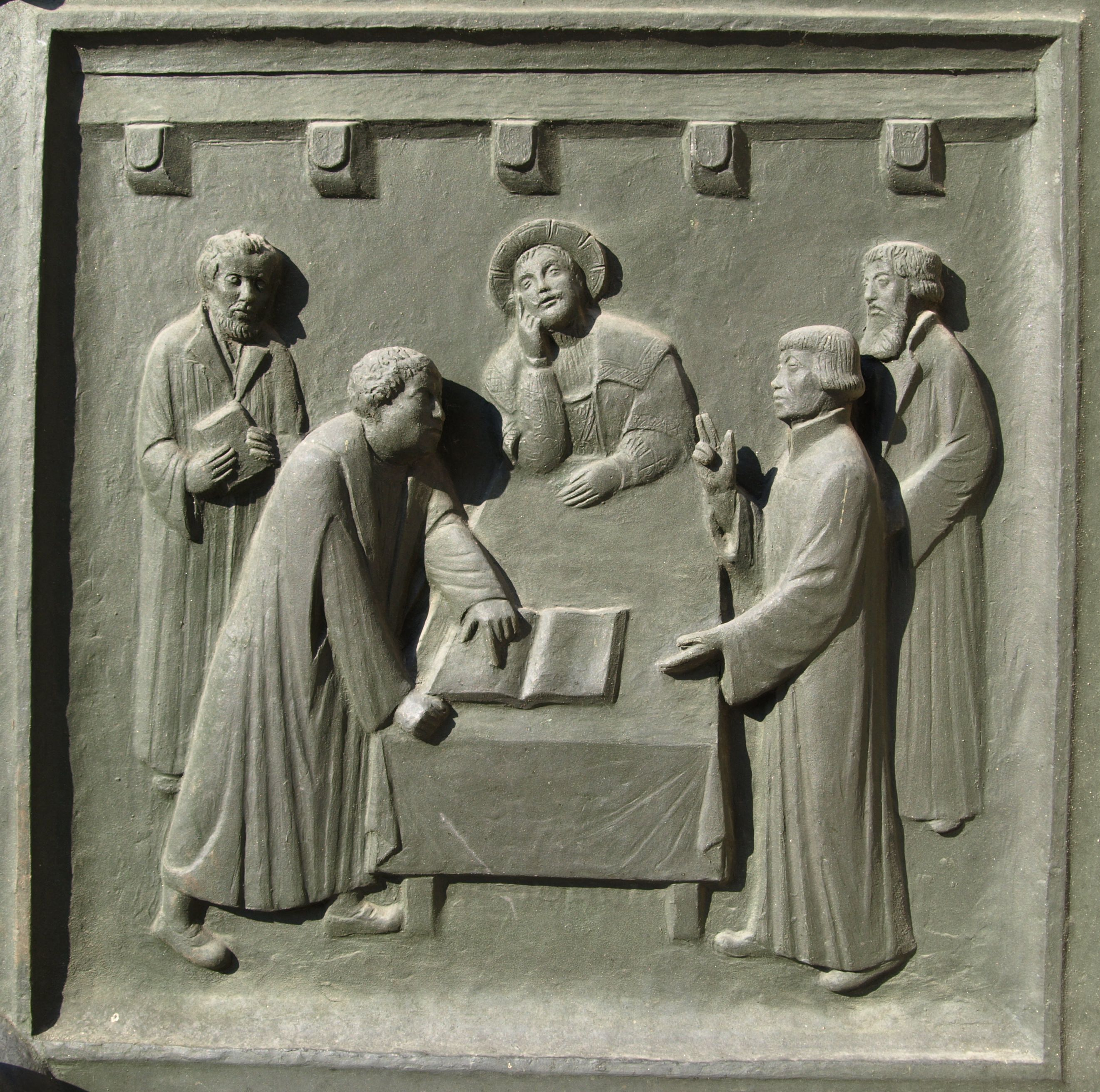
Diskuse Zwingliho s Lutherem

V 16. století se část kantonů (primárně curyšský) nadchla pro reformaci, zejména v pojetí, které reprezentoval Huldrych Zwingli. Část kantonů ale zůstala katolická, což vedlo k náboženským válkám v letech 1529 a 1531. Zwingli na jednom z bojišť těchto konfliktů zemřel. Druhá válka o Kappel (1531) zabránila plné protestantizaci země a nastolila jistou rovnováhu sil. Občasné střety ale pokračovaly až do 18. století. Do bojů třicetileté války se konfederace nezapojila, velkou roli v ní nicméně sehráli švýcarští žoldnéři. Vestfálský mír z roku 1648 právně potvrdil nezávislost Švýcarska na Svaté říši římské.
Během Napoleonova tažení Evropou bylo Švýcarsko roku 1798 obsazeno Francií a stalo se centralizovanou Helvétskou republikou, v níž kantony přišly o autonomii a zároveň došlo ke zredukování jejich počtu. Neoblíbený okupační režim čelil několika povstáním. Vídeňský kongres roku 1815 úplně obnovil švýcarskou nezávislost a evropské mocnosti souhlasily s trvalým uznáním švýcarské suverenity podmíněné neutralitou. V tomto období se územní rozsah Švýcarska opět zvýšil o nové kantony Valais, Neuchâtel a Ženeva.

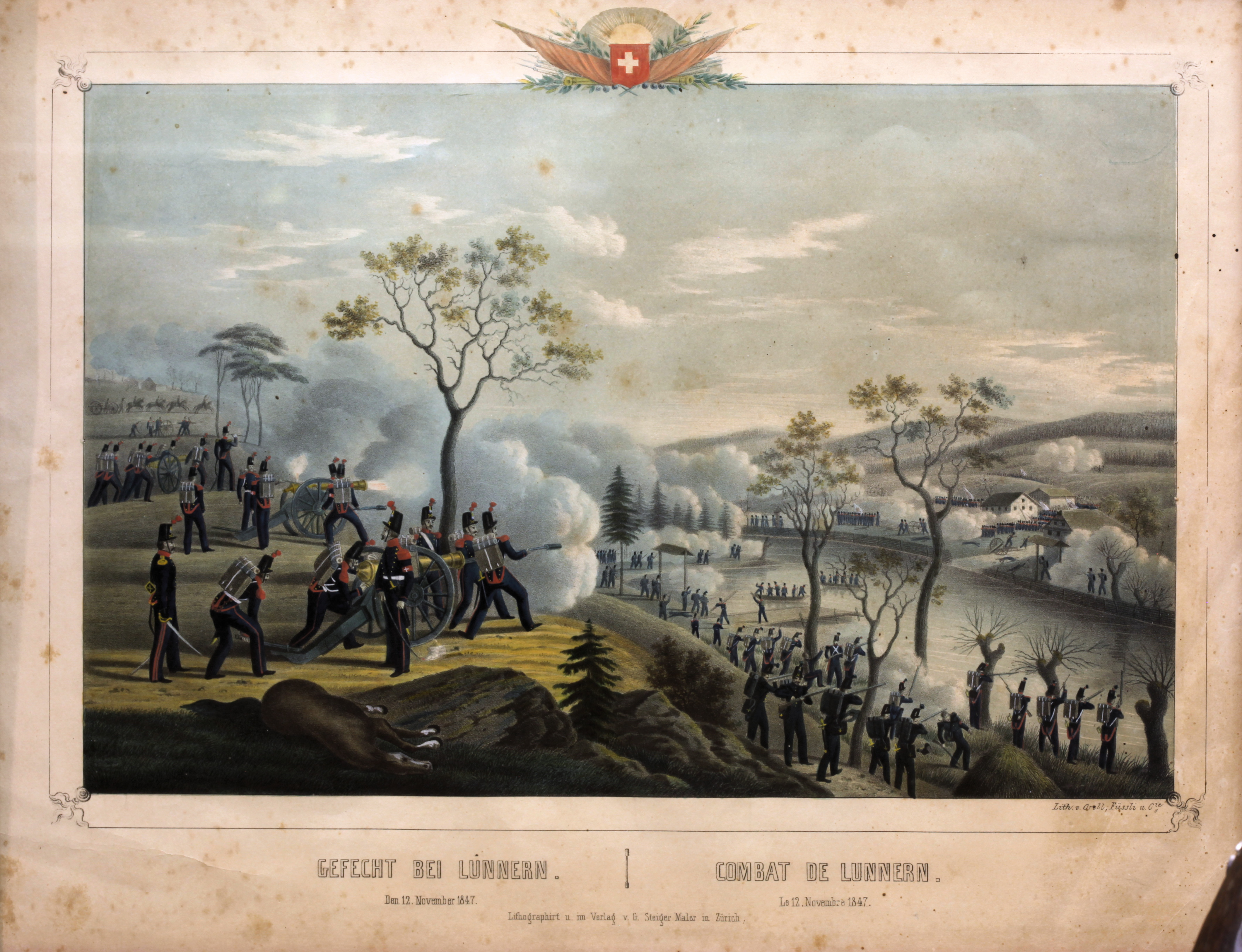
Sonderbundská válka

Až do roku 1848 švýcarské kantony a jejich elity navzájem politicky, ideologicky a dokonce i vojensky soupeřily o moc a vliv. Po posledním ozbrojeném konfliktu, občanské válce mezi „konzervativními“ a „liberálními“ kantony zvané Sonderbundská válka, která trvala od 3. do 29. listopadu 1847, se tyto elity odhodlaly ukončit staletou tradici válčení. Podle vzoru několika předcházejících menších uskupení či svazků (Bünde) se dohodly na vytvoření „národa vzešlého z vůle“ – německy „Willensnation“. V roce 1848 tyto snahy vyvrcholily změnou státního zřízení z konfederace na federaci, jejímž základem je švýcarská spolková ústava. Ta byla revidována v roce 1874 zejména v oblasti rozšíření politických práv. K vytvoření federativního státu vedly vedle ekonomických důvodů i důvody politické a obranné, neboť na území dosavadní konfederace válčily nejen kantony a města mezi sebou, ale i mnohé evropské mocnosti. Menší správní celky totiž samy o sobě nemohly jednotlivě obstát jak ekonomicky, tak ani vojensky. Mimo spojenectví zvolily i směr zahraniční politiky, která ustanovila Švýcarsko jako přísně neutrální, tedy neúčastnící se žádného vojenského spojenectví. Zároveň začala federace budovat silnou spolkovou armádu určenou pro případnou vlastní obranu – jak výstižně říká anglické rčení „neutral but heavily armed“ („neutrální, ale silně vyzbrojená“).

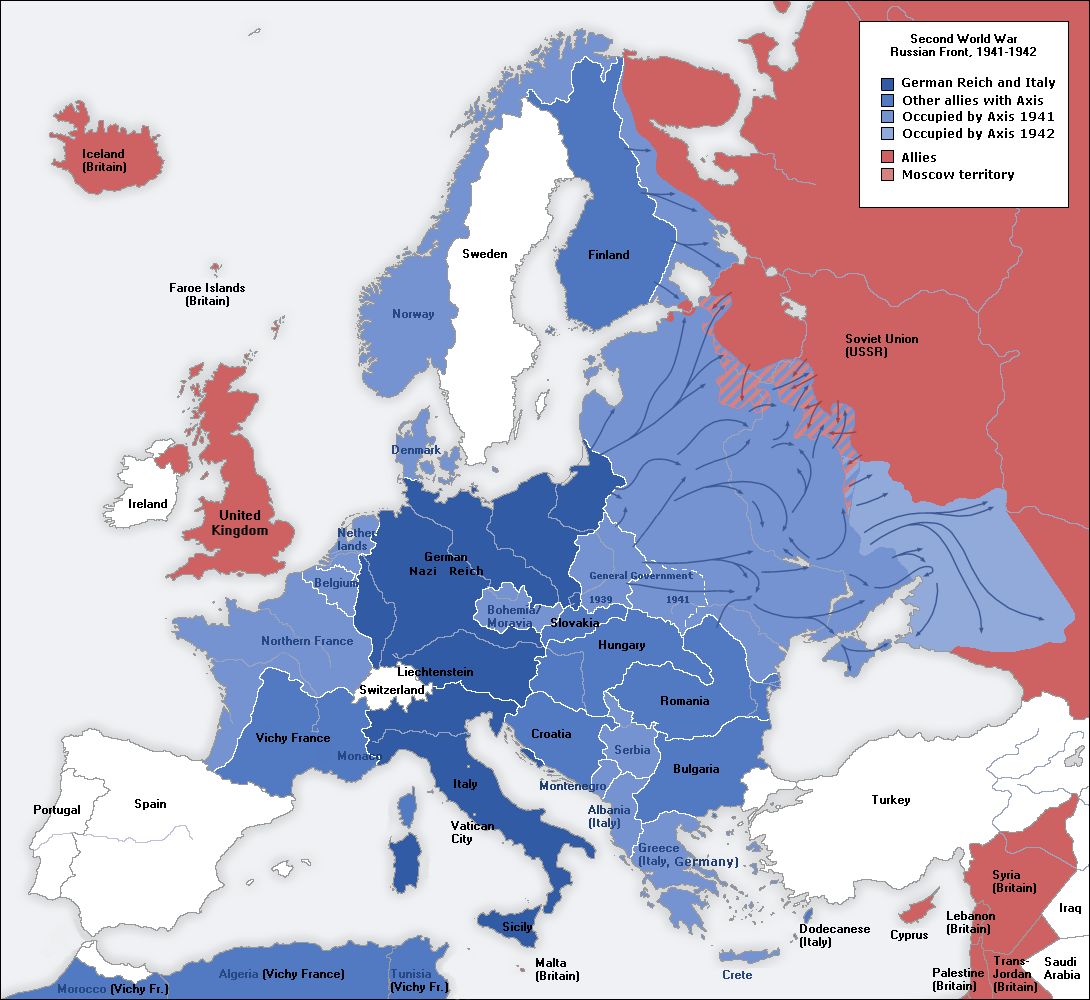
Švýcarsko v obklíčení silami Osy během druhé světové války

Velmoci během první světové války respektovaly švýcarskou neutralitu, a Švýcarsko tak do války nijak významněji nezasáhlo, přestože byla jeho neutralita ohrožena Grimmovou–Hoffmannovou aférou. Během druhé světové války Němci vypracovali detailní invazní plány, ale útok na Švýcarsko nakonec nikdy podniknut nebyl. Zemi se podařilo zůstat nezávislou díky vojenskému zastrašování a ekonomickým ústupkům Německu. Pokus malé švýcarské nacistické strany provést anšlus k Německu naprosto ztroskotal. Švýcarsko bylo za války také důležitou základnou špionáže obou stran a často sloužilo jako prostředník při vyjednávání sil Osy a Spojenců. Obě strany zároveň zvyšovaly svůj tlak na Švýcarsko, aby s jejich soupeřem neobchodovalo. To se žádné nepodařilo, byť vliv nacistického Německa byl přece jen větší. Po dobu války se švýcarský frank stal jedinou významnou volně směnitelnou měnou na světě a jak Spojenci, tak Osa prodávali značné množství zlata Švýcarské národní bance výměnou za švýcarské franky a další zahraniční měny. Stovky milionů franků byly zaplaceny za zlaté rezervy získané z centrálních bank okupovaných zemí. Také 581 000 franků „melmerského“ zlata získaného od obětí holokaustu ve východní Evropě se prodalo švýcarským bankám. O této ožehavé záležitosti se ve Švýcarsku diskutuje dodnes, v 90. letech Světový židovský kongres švýcarské banky kvůli tomu i žaloval. Na druhou stranu Švýcarsko přijalo za války 300 000 uprchlíků, z toho asi 27 000 Židů. Zvláštním druhem lidové rezistence vůči nacismu za války byl důraz na švýcarské dialekty němčiny, takže švýcarská němčina se postupně dosti vzdálila němčině německé.
Od roku 1959 je Spolková rada (vláda) skládána na základě tzv. kouzelné formule, tedy vytvoří ji vždy čtyři největší politické strany. Dlouhodobě jsou to protestantští svobodní demokraté, katoličtí křesťanští demokraté (od roku 2021 seskupeni ve straně Střed), levicoví sociální demokraté a pravicoví lidovci, čímž je vytvořen politický systém bez větší parlamentní opozice. Švýcarská demokracie, se svým důrazem na demokracii přímou, bývá dávána za vzor, ale zvláštností je, že například ženy získaly ve Švýcarsku hlasovací právo až roku 1971. V kantonu Appenzell Innerrhoden ženy toto právo v kantonálních volbách získaly dokonce až v roce 1990.

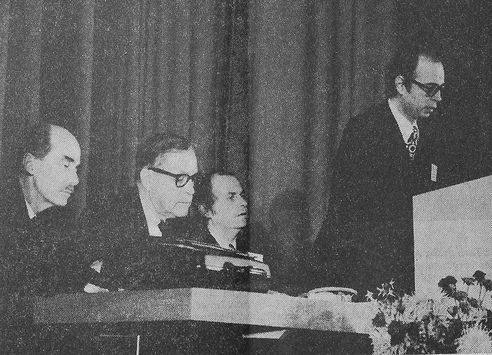
Otec zakladatel Klaus Schwab zahajuje první Světové ekonomické fórum roku 1971

Od roku 1971 se ve švýcarském Davosu každoročně pořádá setkání nejvlivnějších světových politiků a podnikatelů zvané Světové ekonomické fórum.
Tradiční plná neutralita byla ve 2. polovině 20. století oslabena, roku 1963 Švýcarsko vstoupilo do Rady Evropy, v roce 2002 do OSN, roku 2008 země vstoupila do schengenského prostoru. Všechny tyto kroky následovaly, dle silné tradice, až po schválení v referendu. V referendu z roku 2020 Švýcaři odmítli ze schengenského prostoru vystoupit. Evropská unie dlouhodobě usiluje o komplexní rámcovou dohodu o vztazích EU a Švýcarska, která by vedla ke sblížení a sladění zejména legislativy, avšak v roce 2021 švýcarská vláda po sedmi letech jednání jednostranně ukončila, což média označila za „švýcarský brexit“.
Švýcarsko porušilo svou neutralitu během ruské invaze na Ukrajinu 28. února 2022, kdy se Spolková rada připojila k balíku sankcí uvalených Evropskou unií na Rusko (týkají se omezení ruského přístupu ke kapitálu, míří rovněž na energetiku, dopravu či obchod). Zároveň uvalila finanční sankce na ruského prezidenta, premiéra, šéfa ruské diplomacie a také pět ruských (nejmenovaných) oligarchů, kteří údajně mají k ruskému prezidentovi velmi blízko. Také vyjádřila podporu napadené Ukrajině. Díky těmto krokům se 7. března (stejně jako státy EU a dalších 20 zemí světa) dostala na oficiální seznam nepřátel Ruska.

## Státní symboly

### Vlajka
Švýcarská vlajka je tvořena červeným čtvercovým listem s bílým, rovnoramenným křížem ve středu. Rozměr kříže na vlajce není formálně stanoven. Švýcarská vlajka společné s vatikánskou jsou jediné státní vlajky se čtvercovým listem.

### Znak
Švýcarský státní znak tvoří červený zaoblený štít se stříbrným řeckým křížem, jehož ramena jsou o šestinu delší, než je jejich šířka.

### Hymna
Švýcarská hymna je píseň Schweizerpsalm (česky Švýcarský žalm). Vzhledem k tomu, že Švýcarsko má čtyři úřední jazyky, existuje kromě německé verze i překlad francouzský (Cantique suisse), italský (Salmo svizzero) a rétorománský (Psalm svizzer).

## Geografie

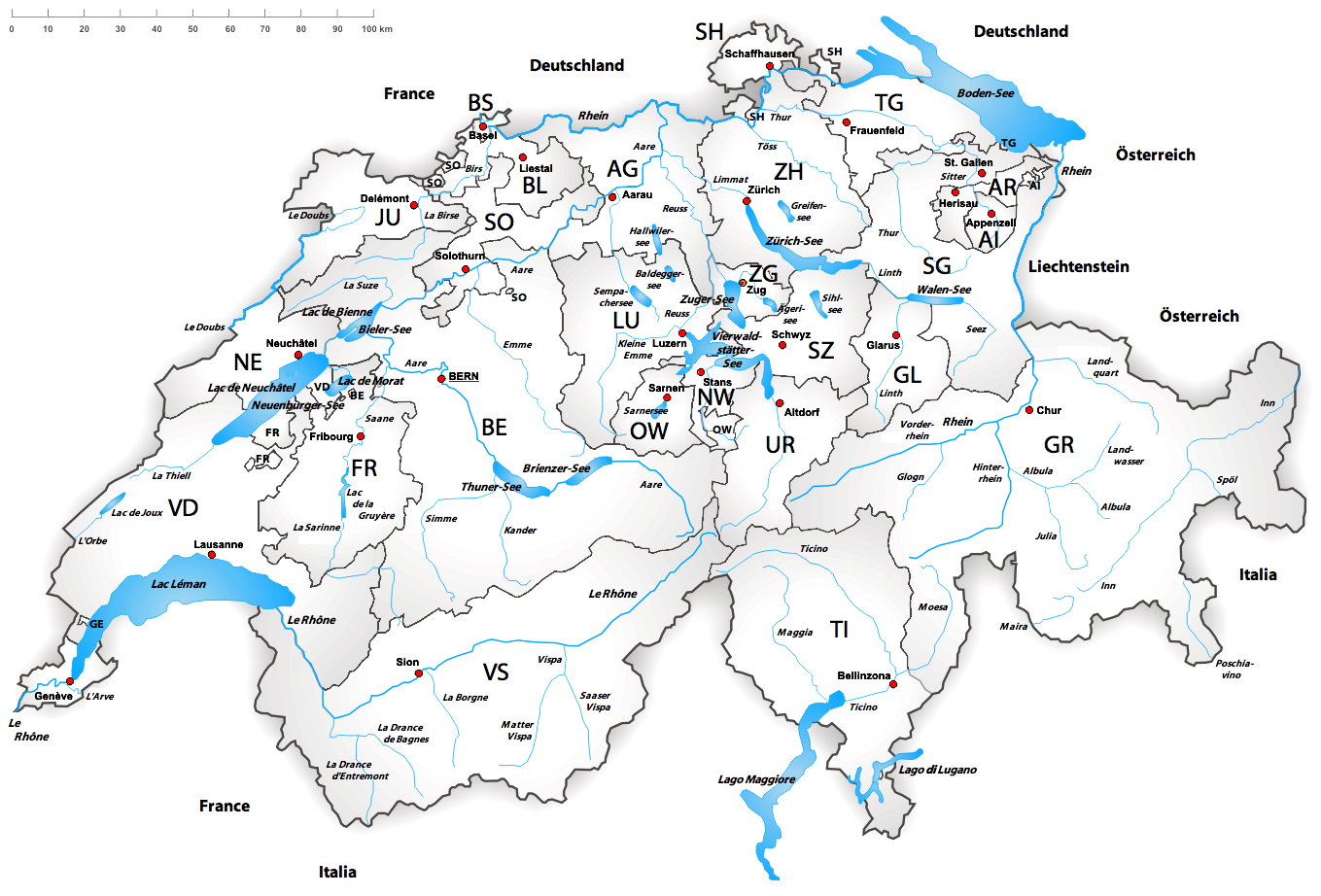
Mapa Švýcarska s kantony, jejich hlavními městy, většími jezery a řekami

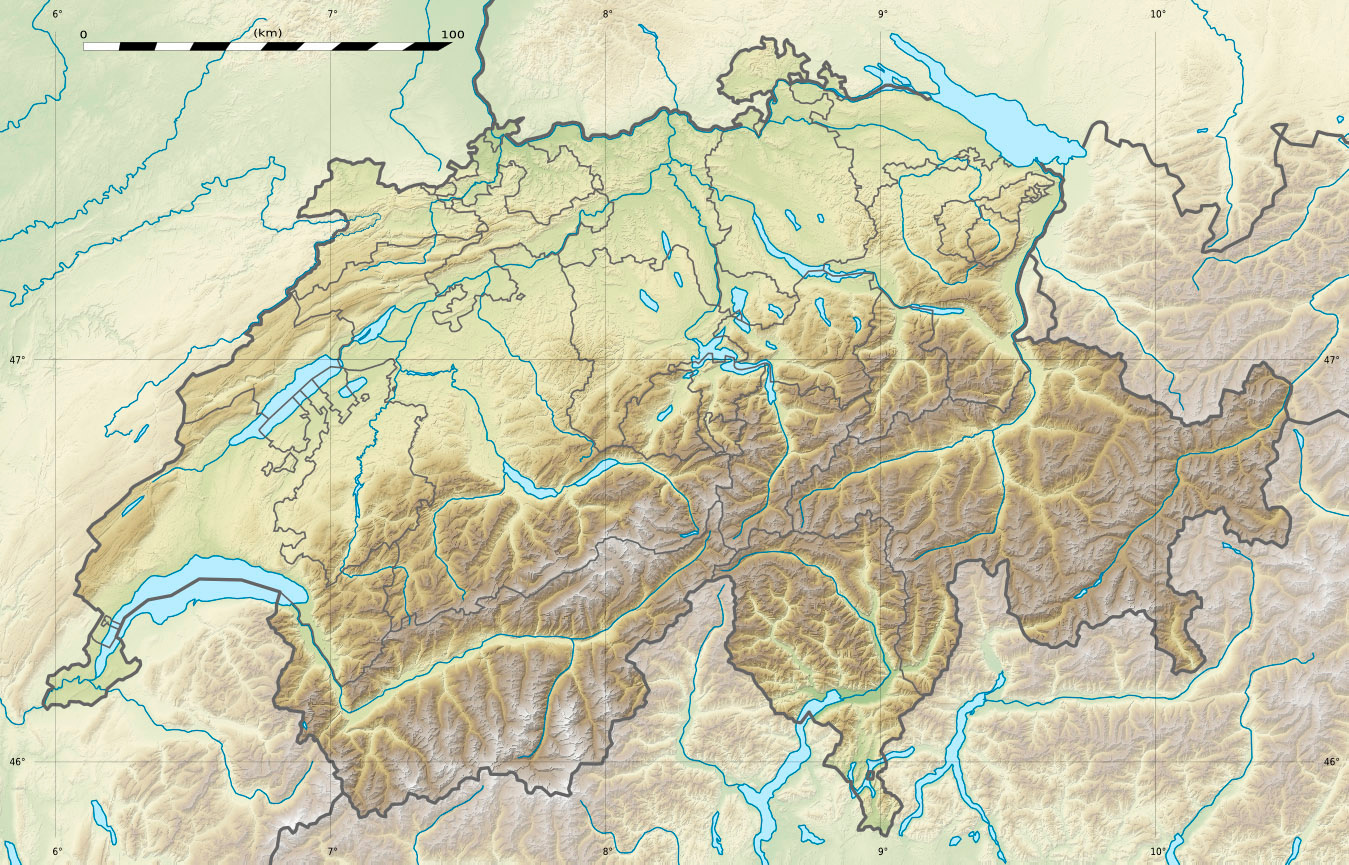
Topografie Švýcarska

Švýcarsko je se svou rozlohou 41 000 km² malou zemí. Počet obyvatel země je téměř 9 milionů a hustota obyvatelstva je 188 obyvatel/km², což je asi o ⅓ více než v Česku.
Ve Švýcarsku jsou tři typy horských oblastí: Jura, Švýcarská plošina a Švýcarské Alpy.
Jura je úzké, 250 km dlouhé vápencové pohoří s výškou až 1 700 m n. m. Jura se od Alp odděluje jižně od Ženevského jezera a táhne se obloukem podél hranice s Francií. Pokrývá zhruba 10 % území země.
Švýcarské Alpy tvoří více než 57 % území země a patří převážně k Západním Alpám. Táhnou se převážně v od jihozápadu k severovýchodu. Rozdělují se na severní a jižní pásmo. Severní část Švýcarských Alp tvoří Bernské Alpy na západě a Glarnské Alpy. Jižní část tvoří Walliské Alpy, Tessinské Alpy a Bündnerské Alpy. Centrem Švýcarských Alp je masiv sv. Gotthard. Nejvyšším štítem Švýcarských Alp je Dufourspitze (Dufourův štít se 4 634 m n. m. je nejvyšší hora Švýcarska, druhá nejvyšší hora Alp po Mont Blanc a druhá nejvyšší hora Evropy). Pramení zde několik evropských řek: Aara, Rýn, Rhôna či Inn.
Švýcarská plošina pokrývá asi 37 % území země. Nachází se mezi Jurou a Alpami a mezi Ženevským a Bodamským jezerem. V jejím centru leží město Bern. Jezera, doliny a kopce na ní vznikly působením ledovce. Tato pahorkatina je hospodářským centrem země.

## Politika
Švýcarsko je federativní stát s přímou demokracií. Zákonodárnou moc má Federální shromáždění. Federální shromáždění má dvě komory: Národní radu, která zastupuje veřejnost, a Radu států, která zastupuje kantony. Výkonnou mocí je Spolková rada, která má sedm členů volených Federálním shromážděním. V čele soudní moci stojí Spolkový nejvyšší soud Švýcarska, jehož soudci jsou voleni Federálním shromážděním. O každé změně ústavy se koná povinné referendum, o každé změně zákona lze referendum vyžádat (fakultativní referendum). Kromě toho může lid předložit ústavní lidovou iniciativu k zavedení změn federální ústavy. 

### Administrativní rozdělení

Švýcarské kantony

Švýcarsko je federací 26 autonomních kantonů, které jsou zcela rovnoprávné navzájem i na federální úrovni, s výjimkou šesti kantonů (dříve úředně a dodnes hovorově nazývaných polokantony), které mají pouze jednoho zástupce v Radě stavů a poloviční váhu při hlasováních podle kantonů. Každý z kantonů má vlastní parlament, zákony, vládu, rozpočet i ústavu, podobně jako je tomu ve spolkových zemích Německa nebo státech USA.
| Kanton | Kanton                  | Hl. město | Kanton | Kanton       | Hl. město    |
| ------ | ----------------------- | --------- | ------ | ------------ | ------------ |
|        | Aargau                  | Aarau     |        | *Nidwalden   | Stans        |
|        | *Appenzell Ausserrhoden | Herisau   |        | *Obwalden    | Sarnen       |
|        | *Appenzell Innerrhoden  | Appenzell |        | Schaffhausen | Schaffhausen |
|        | *Basilej-venkov         | Liestal   |        | Schwyz       | Schwyz       |
|        | *Basilej-město          | Basilej   |        | Solothurn    | Solothurn    |
|        | Bern                    | Bern      |        | St. Gallen   | St. Gallen   |
|        | Fribourg                | Fribourg  |        | Thurgau      | Frauenfeld   |
|        | Ženeva                  | Ženeva    |        | Ticino       | Bellinzona   |
|        | Glarus                  | Glarus    |        | Uri          | Altdorf      |
|        | Graubünden              | Chur      |        | Valais       | Sion         |
|        | Jura                    | Delémont  |        | Vaud         | Lausanne     |
|        | Lucern                  | Lucern    |        | Zug          | Zug          |
|        | Neuchâtel               | Neuchâtel |        | Curych       | Curych       |

### Občan

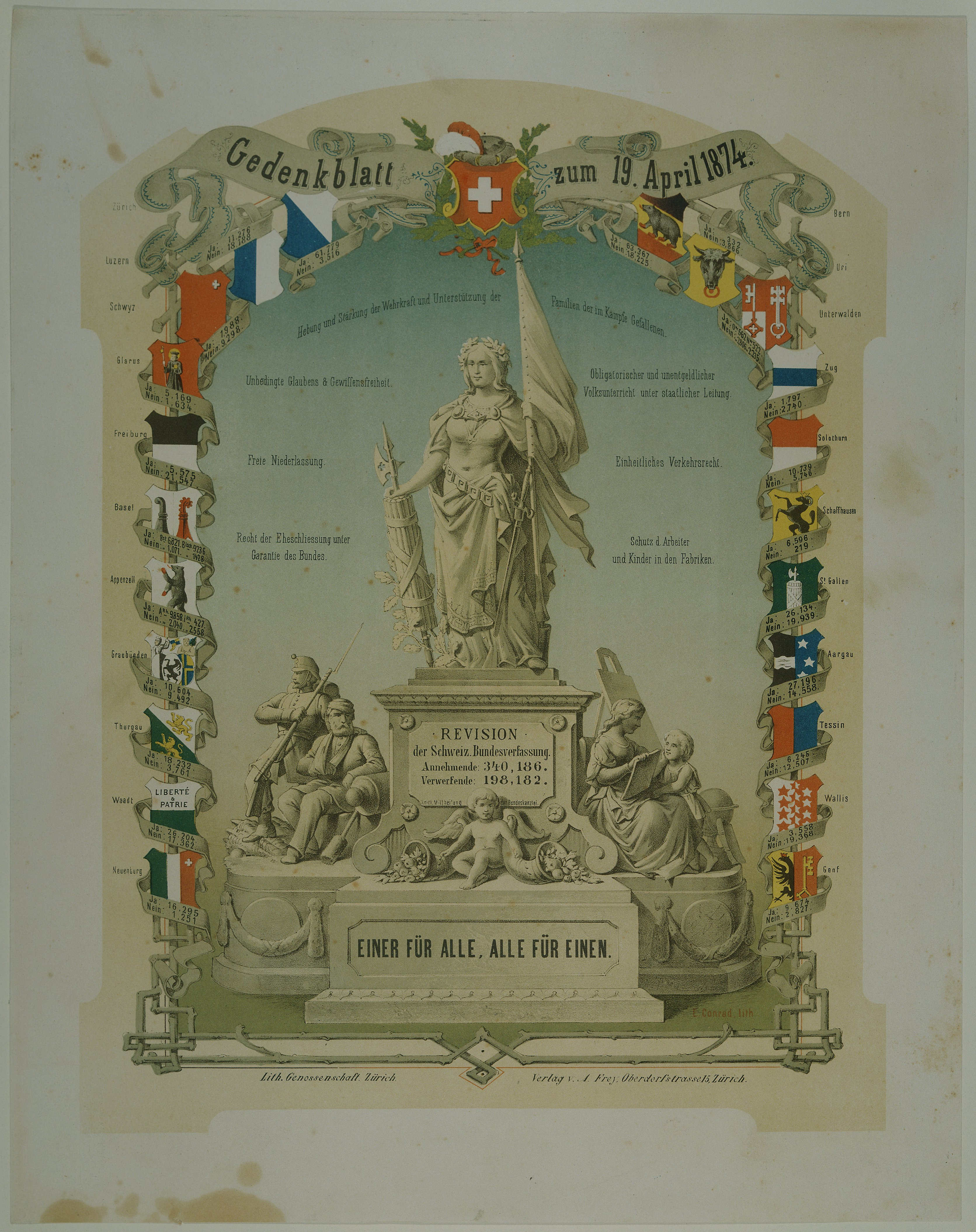
Pamětní listina revize federální ústavy Švýcarska (1874)

Politickou, zákonodárnou – ale i výkonnou – moc na úrovni obcí, kantonů a konfederace představují občané, jimž jsou podřízeny i jejich parlamenty (spolkový, kantonální, městské), někde nazývané radou (kantonální, městská, obecní) – „občan je nejvyšším suverénem“.
Suverénem na úrovni obcí/měst, kantonů a na úrovni spolkové je lid, tedy občané, jimž podléhají s konečnou platností všechna rozhodování, což je zakotveno ve spolkové ústavě a ústavách kantonů:
- o zákonech a ústavách,
- o věcných záležitostech.

V praxi je zvykem, některá práva – podle oblasti a zájmů – propůjčit reprezentantům. Jedná se ale vždy o propůjčení dočasné a záleží na spokojenosti občanů, jestli si tu či onu pravomoc nevrátí do svých výlučných kompetencí.

#### Politická práva občana
K politickým právům občanů – na úrovni obcí/měst, kantonů a úrovni spolkové patří:
- referendum, (právo veta) jehož rozhodnutí jsou pro reprezentanty závazná:
  - povinné, při změnách ústavy,
  - fakultativní, při změnách zákona, (pokud se pro referendum během 100 dní vysloví nejméně 50 000 voličů, nebo 8 kantonů, uskuteční se celostátní hlasování o tomto zákoně),
- iniciativa, (návrh zákona) pro reprezentanty závazná, tedy pokud během 18 měsíců iniciátoři „iniciativy“ získají podpisy 100 000 voličů, uskuteční se celostátní hlasování o navrhovaném zákoně,
- petice, která je pozůstatkem z ještě nevyvinuté demokracie počátku 19. století.

volební právo:
- aktivní – volit,
- pasivní – být kandidován a zvolen,
- hlasování – vyjádřit se k předkládanému návrhu.

#### Poměrný systém

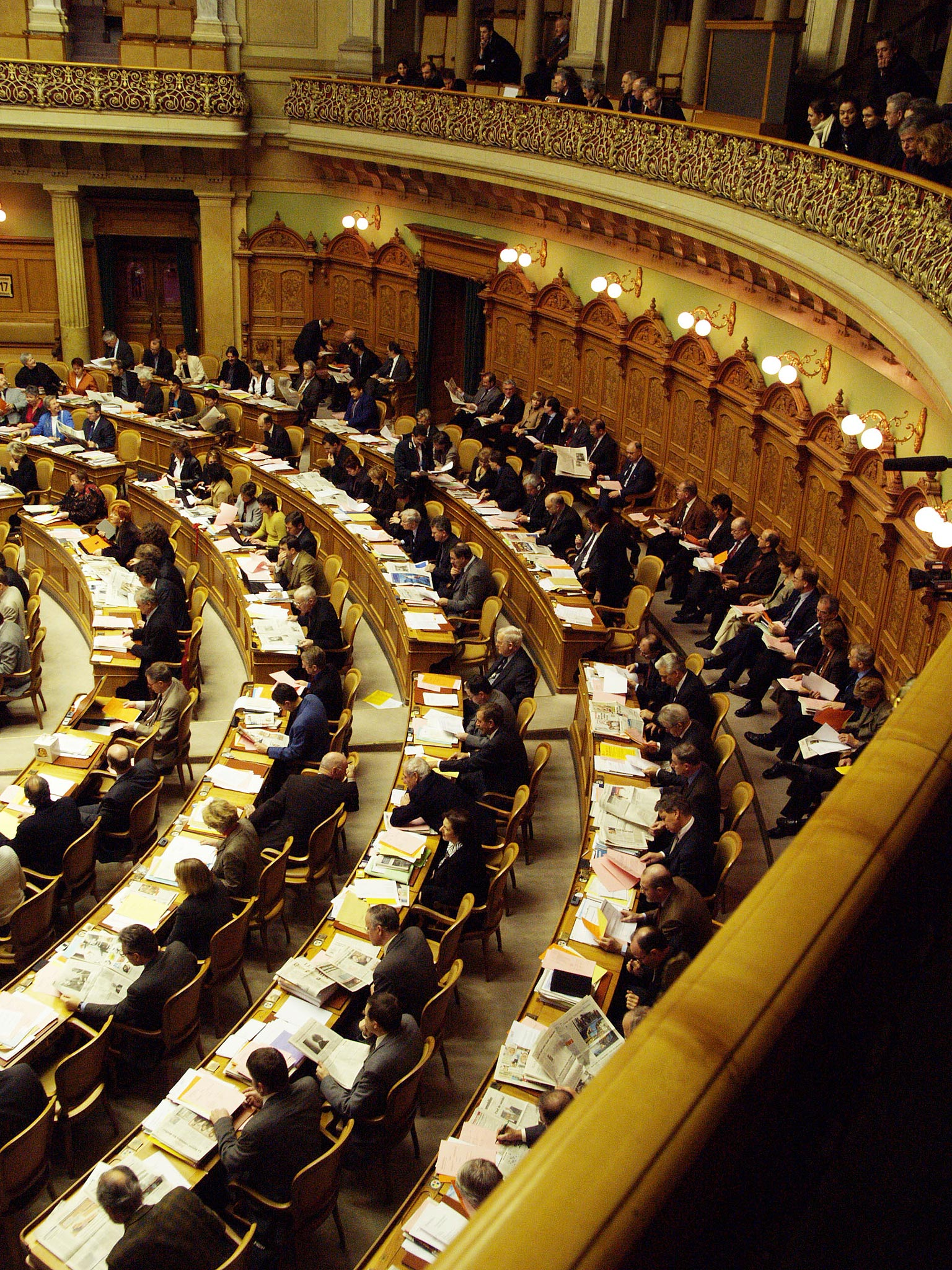
Spolkový parlament

Původní starší většinový systém v reprezentativní části politiky během 19. a 20. století nahradil systém poměrný. Tato – ve vyspělých demokraciích běžná – forma zaručuje účast i těch, kteří jsou mnohde jinde stále ještě z reprezentativní politiky vyloučeni. Jedním ze základů jeho fungování je kolegialita a konkordance, tedy nutnost, ne-li samozřejmost („společenská objednávka“), najít věcná řešení a to přes často rozdílná stanoviska, názory a zkušenosti.

#### Rovnoprávnost žen
Zajímavostí je, že na spolkové úrovni bylo volební a hlasovací právo pro švýcarské ženy ustaveno až v únoru roku 1971. Předtím volili a hlasovali pouze muži starší 20 let, v 19. století ale jenom, pokud byli schopni vojenské služby.
Na kantonální úrovni trvalo zrovnoprávnění žen ještě déle. V roce 1990 bylo hlasovací právo pro ženy zavedeno i v Appenzellu Innerrhodenu a to i přes odpor voličů (mužů) rozhodnutím nejvyššího soudu.

### Spolkový parlament

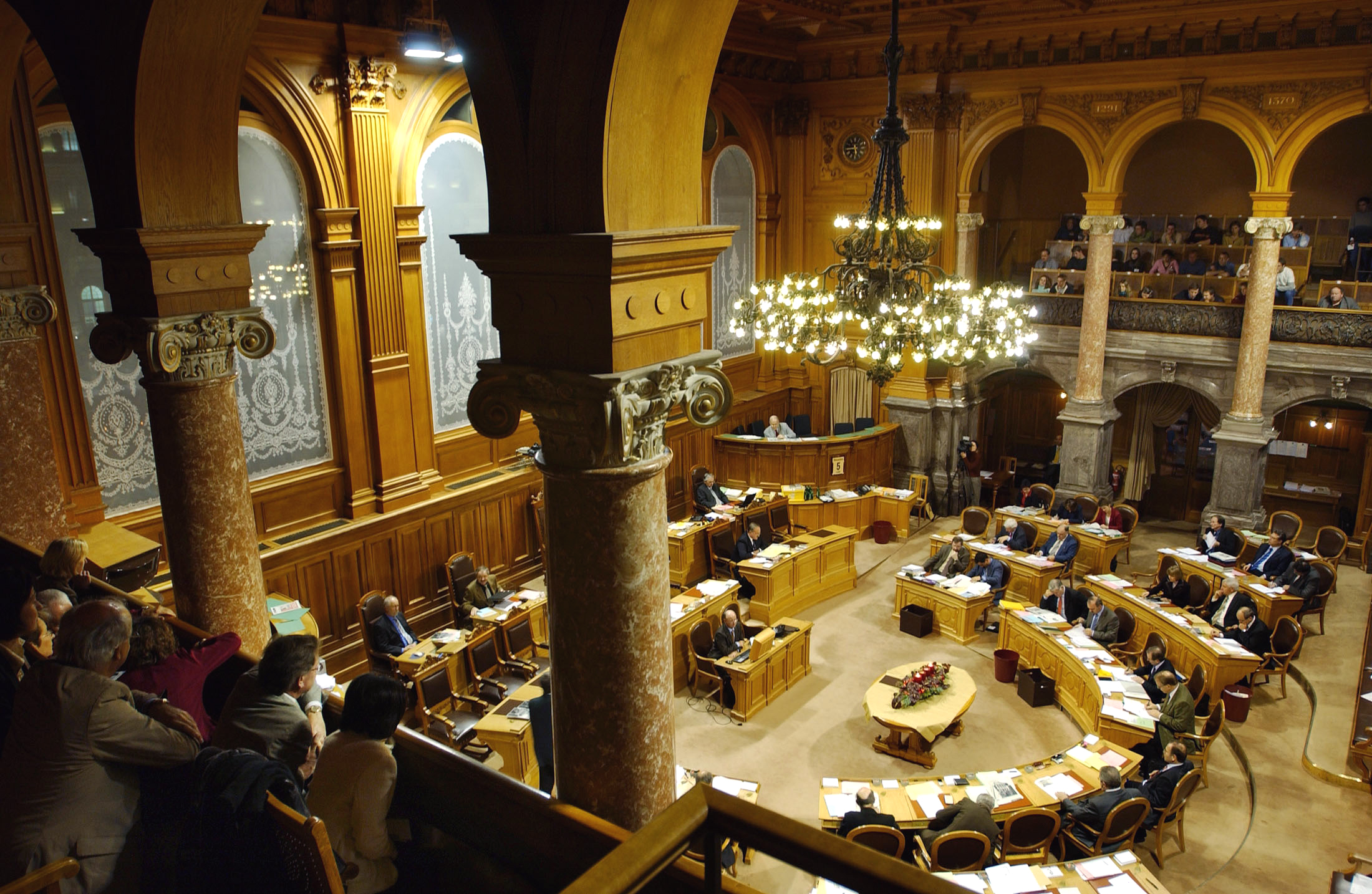
Rada stavů

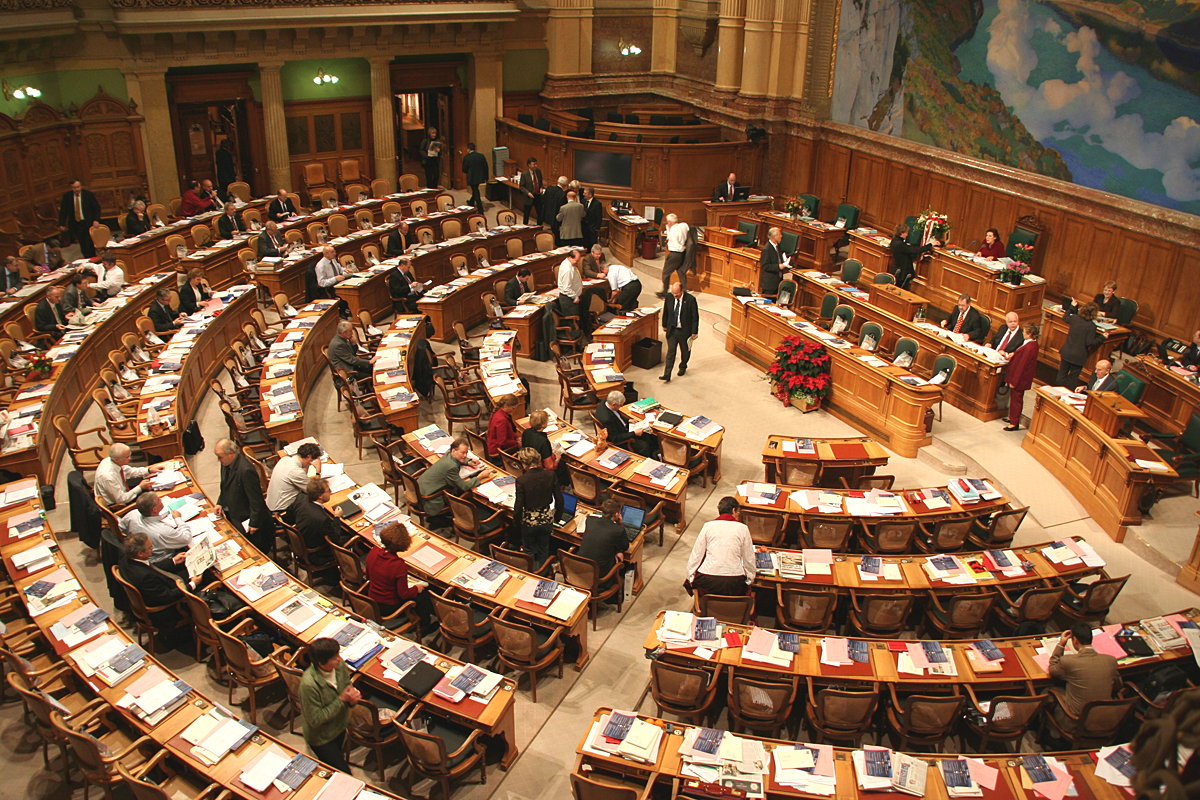
Národní rada

I když v oficiálním názvu státu přetrvává historické označení – v románských jazycích výraz pro konfederaci, v němčině výraz Eidgenossenschaft, tedy spříseženství, z hlediska fungování politického systému je Švýcarsko federace tvořená 26 spolkovými státy (kantony), kde „dolní“ komora parlamentu je volena v přímých všeobecných volbách.
Spolkový parlament je dvoukomorový a tvoří jej Rada stavů a Národní rada. Tyto komory volí nejvyšší spolkový výkonný orgán, sedmičlennou spolkovou radu. Spolková rada je volena na základě principu konkordance, tj. začlenění pokud možno největšího podílu stran do vlády. Momentálně [kdy?] mají strany zastoupené ve Spolkové radě 217 z 246 křesel v parlamentě. Členové parlamentu i Spolkové rady jsou voleni na 4 roky.

#### Rada stavů
Rada stavů (Ständerat – slovem Stände se zde míní kantony) má 46 členů (po dvou zástupcích za 20 původních kantonů a po jednom za vyjmenované kantony, které historicky vznikly jako polokantony); způsob volby do Rady stavů je v kompetenci jednotlivých kantonů.

#### Národní rada
Národní rada (Nationalrat) má 200 členů, kteří jsou voleni proporčním systémem v každém kantonu zvlášť na dobu 4 let. Schází se po dobu 3 týdnů 4× do roka.

### Prezident a vláda

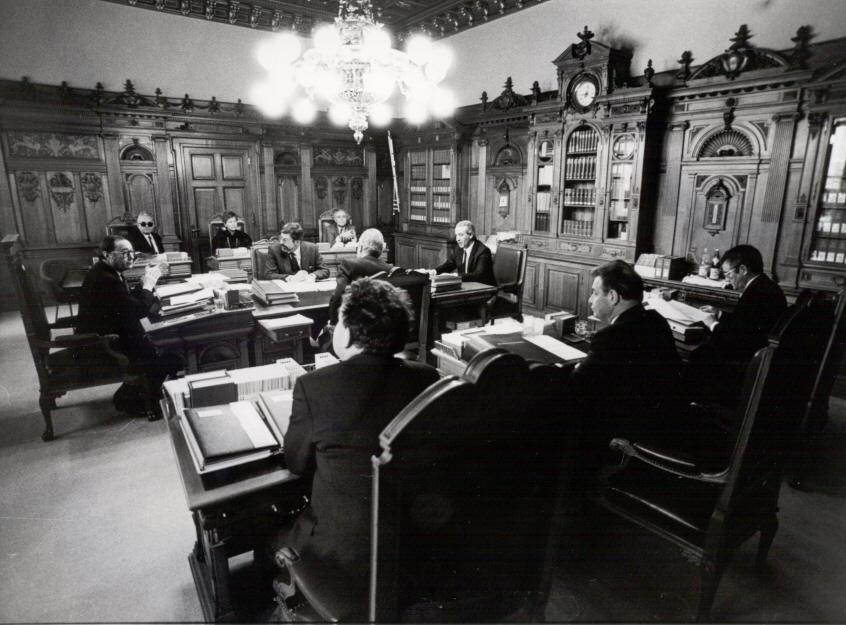
Zasedání Federální rady roku 1987

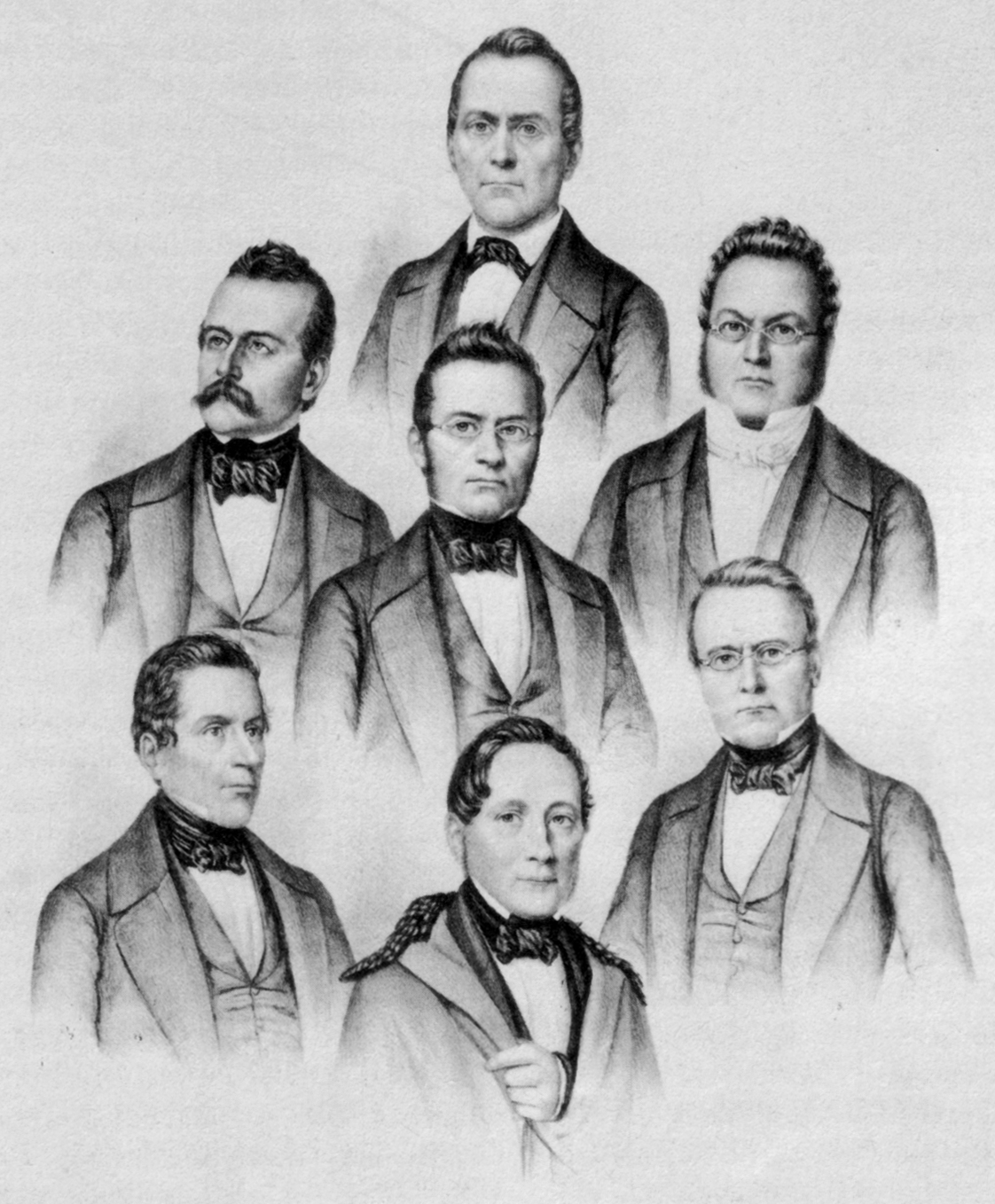
První Federální rada z roku 1848

Prezident konfederace je volen Sjednoceným spolkovým parlamentem (obě komory se při těchto příležitostech sloučí) ze členů Spolkové rady na jeden rok.
Švýcarský prezident stojí v čele Federální rady (Bundesrat, Conseil fédéral), která plní funkci federální vlády. Ústava definuje pozici prezidenta v celém systému jako „prvního mezi rovnými“. V praxi to znamená, že nemá pravomoc rozpustit parlament a už vůbec nemůže určovat směr vládní politiky. Prezidentský úřad slouží ke snadnější reprezentaci vrcholných orgánů Švýcarska v zahraničí, ale i uvnitř země.
Spolková rada byla zřízena roku 1848, na základě přijetí federální ústavy. Schází se v západním křídle Federálního paláce v Bernu, kde sídlí i parlament. Zatímco celá Rada je zodpovědná za správu Švýcarska, každý člen rady stojí v čele jednoho ze sedmi resortů (1. finance, 2. energetika, doprava, komunikace a životní prostředí, 3. vnitro, 4. hospodářství, školství a výzkum, 5. zahraničí, 6. obrana a sport, 7. spravedlnost a policie). Funkce prezidenta (je předsedou vlády i prezidentem země) se každoročně střídá mezi sedmi radními, přičemž prezidentem je vždy ten, kdo byl rok předtím viceprezidentem.
Od roku 1959 se Spolková rada skládá dle tzv. kouzelné formule, takže ji vždy vytvoří čtyři nejsilnější politické strany ve volbách. Poměry mezi nimi se přitom moc nemění. V současné radě má dva posty Švýcarská lidová strana, Sociálně demokratická strana Švýcarska a Svobodná demokratická strana: Liberálové. Jeden post pak drží strana Střed. Žádná jiná strana součástí rady nikdy nebyla, vezmeme-li v potaz, že stranu Střed v současnosti tvoří dva bývalí členové rady. Od 1. ledna 2025 vede radu Karin Kellerová-Sutterová.
Prezident není považován ani za hlavu státu, ani hlavu vlády, ale má přece jen v Radě jisté výsady. Dojde-li například k rovnosti hlasů (což může nastat i přes lichý počet členů, protože zdržení se hlasování je povoleno a zasedání rady se může konat bez přítomnosti všech členů), má jeho hlas sílu hlasů dvou. K reprezentačním povinnostem náležejícím hlavám státu patří například vystoupení na půdě OSN. Na druhou stranu prezident nemůže provádět žádné státní návštěvy. Při cestách do zahraničí vystupuje pouze z titulu své funkce vedoucího konkrétního odboru vlády. Hostující hlavy států musí přijmout všech sedm členů Rady společně. Mezinárodní smlouvy podepisuje jen prezident, ale jménem rady. Ostatní členové mu k tomu účelu připraví pověřovací listiny.
V 19. století byla volba prezidenta vyznamenáním pro zvláště vážené členy Rady. Méně vlivní členové byli přehlíženi - známým případem byl Wilhelm Matthias Naeff, který – ačkoliv byl 27 let členem Spolkové rady – byl prezidentem pouze jednou, v roce 1853. Ve 20. století se však systém zautomatizoval. Byť tato automatizace není nikde kodifikována, automatické střídání je pouze nepsaným pravidlem. Do roku 1920 bylo zvykem, že úřadující prezident vedl také ministerstvo zahraničních věcí. Stejně tak bylo tradiční, že prezident během roku v úřadu neopustil Švýcarsko, což zesilovalo tradiční švýcarský izolacionismus. Tato pravidla byla ale již opuštěna.

### Hlavní město
Švýcarská ústava nezná pojem hlavní město federace. Většina federálních institucí a zastupitelské úřady sídlí v Bernu, sídly nejvyššího federálního soudu jsou Lausanne a Luzern.

### Aktivismus
Švýcarsko vzhledem ke své tradici občanské svrchovanosti generovalo vždy osobnosti, jež chtěly ovlivnit dění nejen ve Švýcarsku, ale i v celém světě, čemuž nahrávala i švýcarská neutralita. Henri Dunant založil kupříkladu Mezinárodní červený kříž a inicioval Ženevské úmluvy. Za to také v roce 1901, jakožto vůbec první, obdržel Nobelovu cenu za mír. Hned při druhém udělování této ceny uspěli znovu Švýcaři – míroví aktivisté a zakladatelé Stálého mezinárodního výboru míru Élie Ducommun a Charles Albert Gobat. 

Ústavní listiny ve Švýcarsku
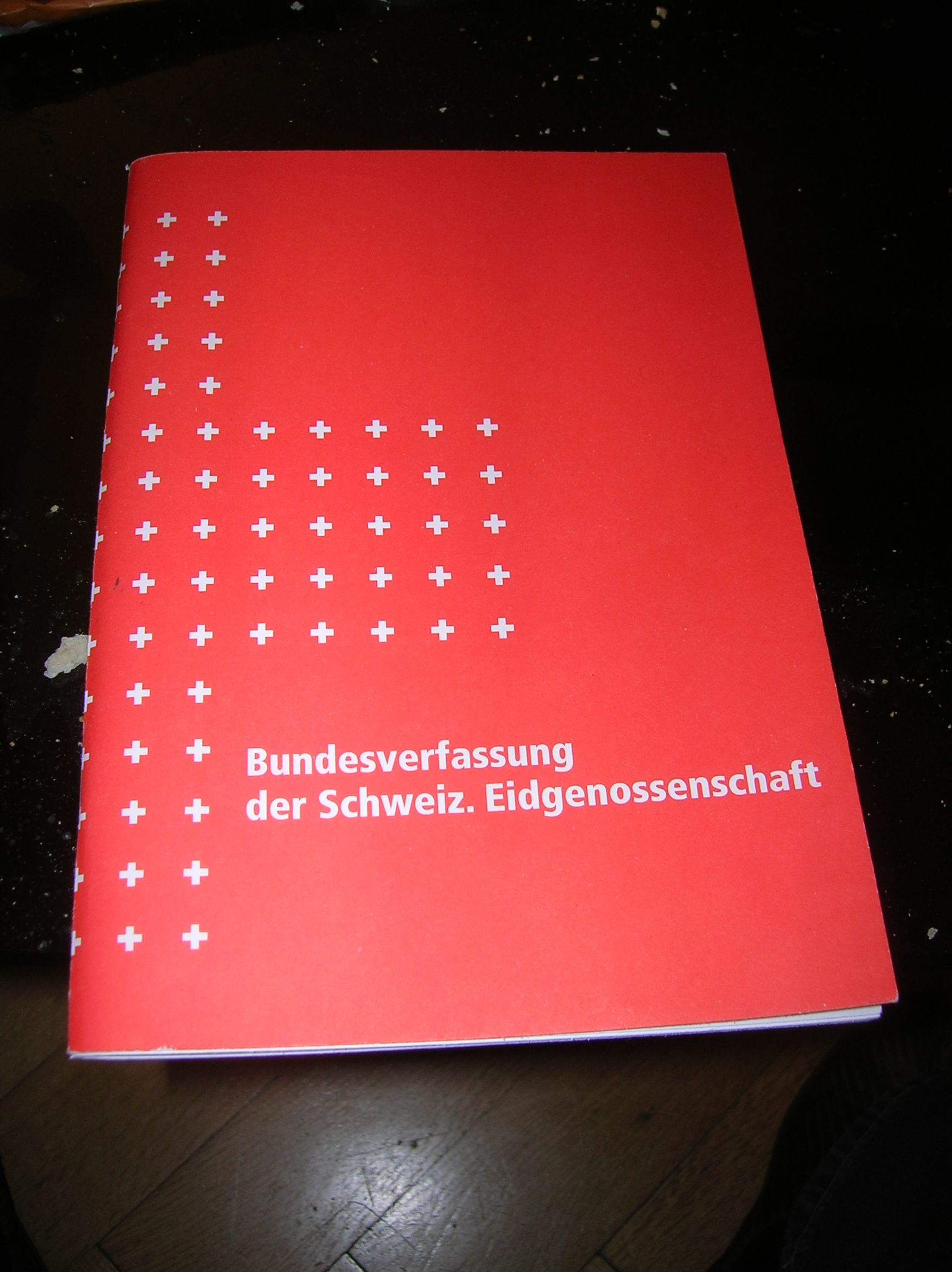
Federální ústava Švýcarska
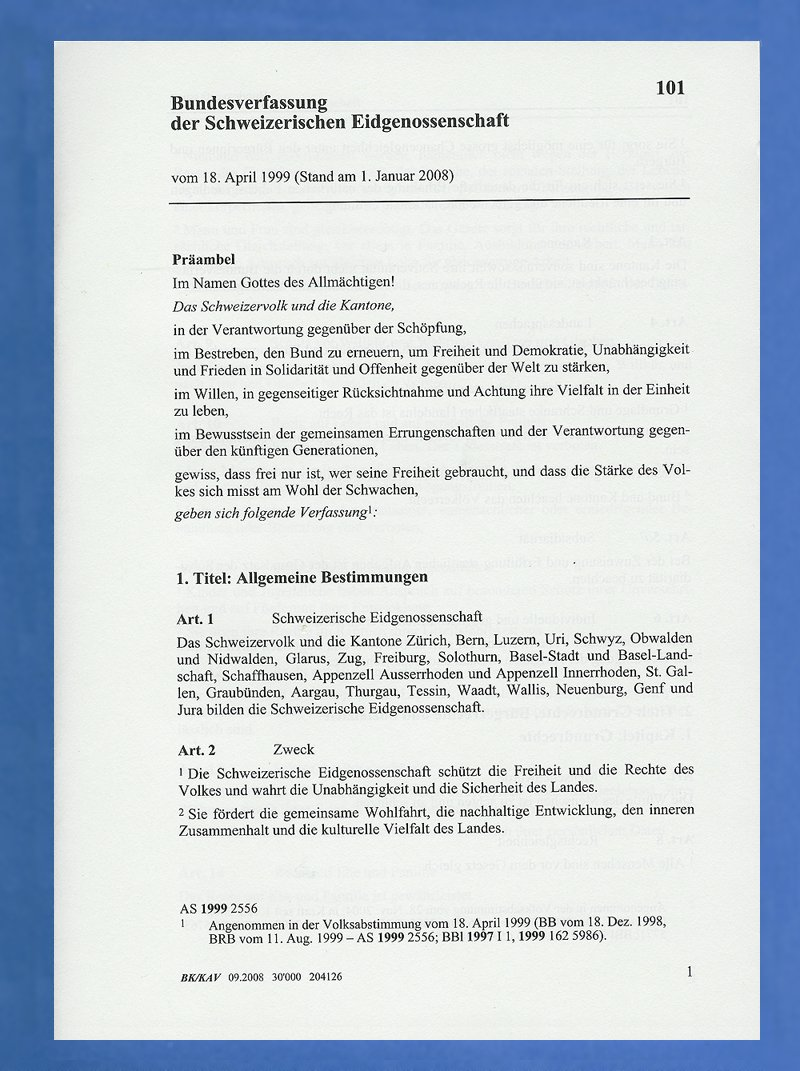
Federální ústava Švýcarska
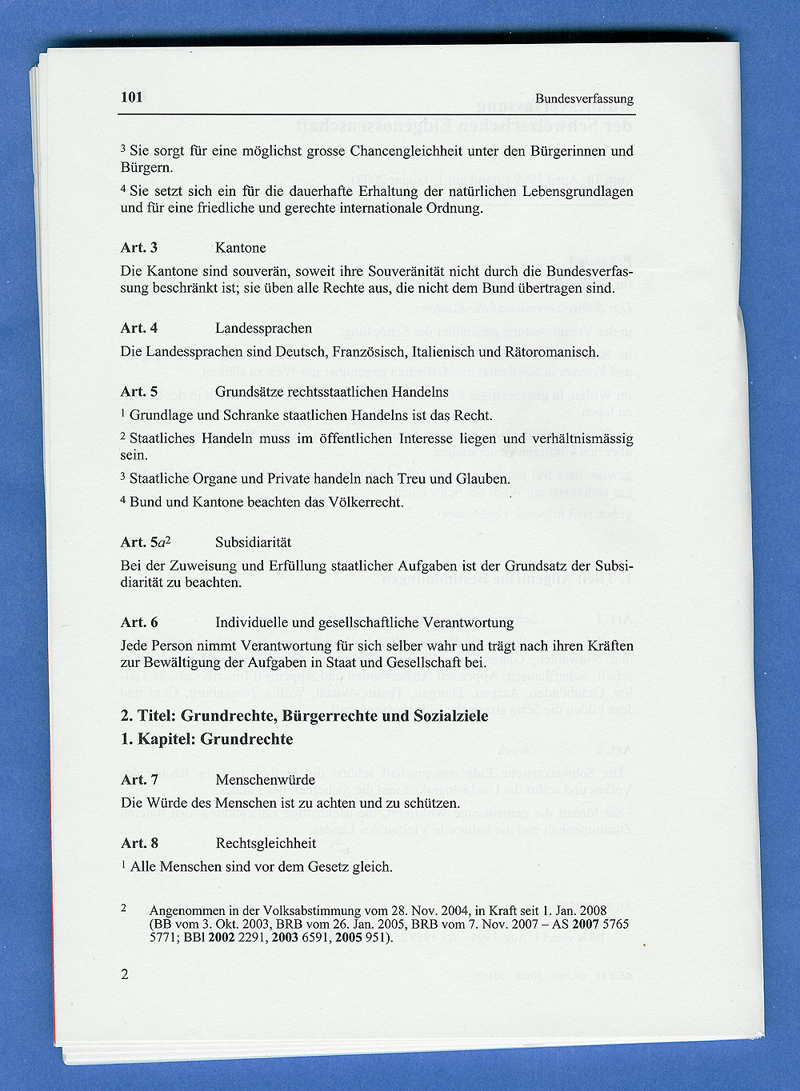
Federální ústava Švýcarska
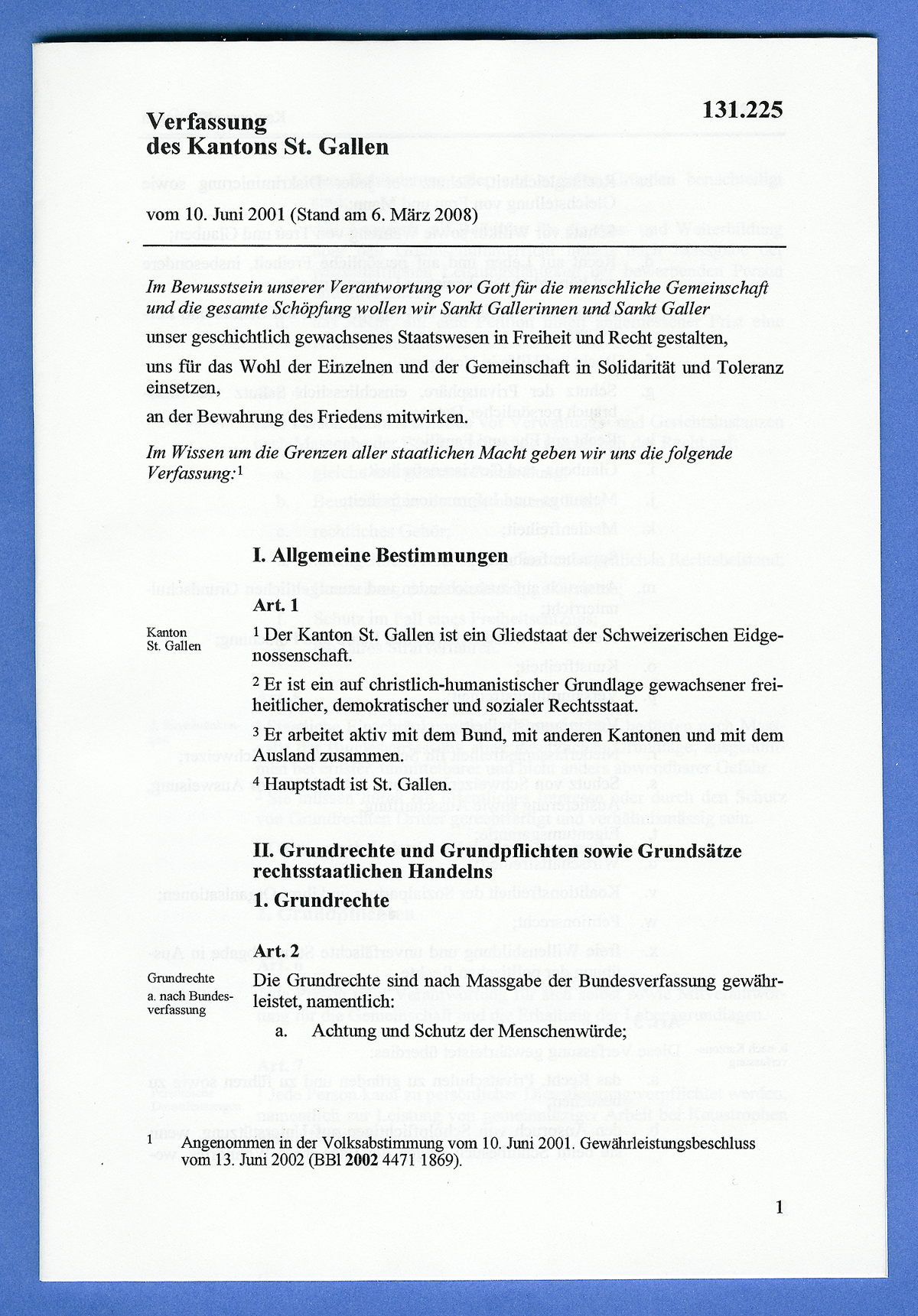
Ústava kantonu St. Gallen

## Ekonomika
Dnes je Švýcarsko velmi vyspělým státem, ale ještě v 19. století bylo Švýcarsko jen v některých oblastech hospodářsky vyspělým státem, vynikalo však v řemeslech a průmyslu (zpočátku hodinářství, které vzniklo jako zimní zaměstnání zemědělců). Malé a jemné přístroje, které nevyžadovaly mnoho surovin a nákladnou dopravu materiálů, daly základ přesnému strojírenství, později i těžkému. Současně s tímto se rozvíjejí obory chemie a farmacie. I zemědělství se s rozvojem průmyslu rozvíjí, stoupá produkce a zpracování potravin (např. proslavené sýry, čokolády).
Pro udržení ekonomiky hovoří i integrovaná specializovaná ekonomika, špičkový průmysl, produkční a distribuční systémy a finančnictví na trzích Evropy a celého světa.
Síla a základ švýcarské ekonomiky je v malých a středních firmách, které vytvářejí přes 90 % jejího HDP.

### Průmysl

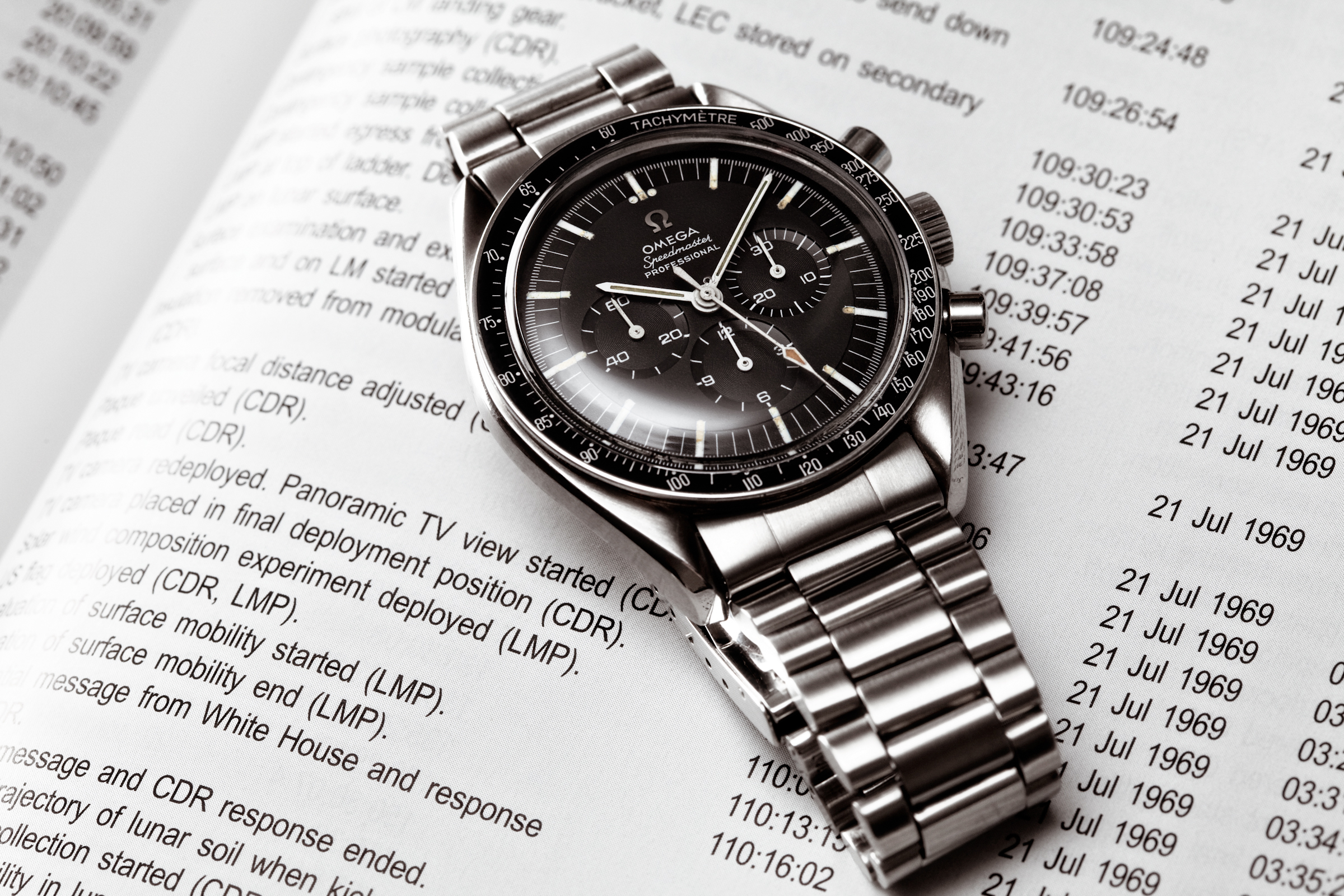
Hodinky Omega Speedmaster. Polovina světové produkce hodinek pochází ze Švýcarska.

Švýcarsko v průběhu rozvoje změnilo z převážně zemědělsky orientovaného státu (kantonů) ve stát s rozvinutým průmyslem různého charakteru: hodinářství, přesné a jemné strojírenství, přístrojová technika, chemický průmysl, potravinářský průmysl, farmaceutický průmysl, lékařské přístroje a vybavení aj. Ke známým firmám patří Rolex, ABB, Nestlé, Logitech, Novartis, Hoffmann-La Roche, Victorinox, Lindt & Sprüngli, Toblerone, Omega, TAG Heuer, Patek Philippe, Tissot či Adecco.

### Služby

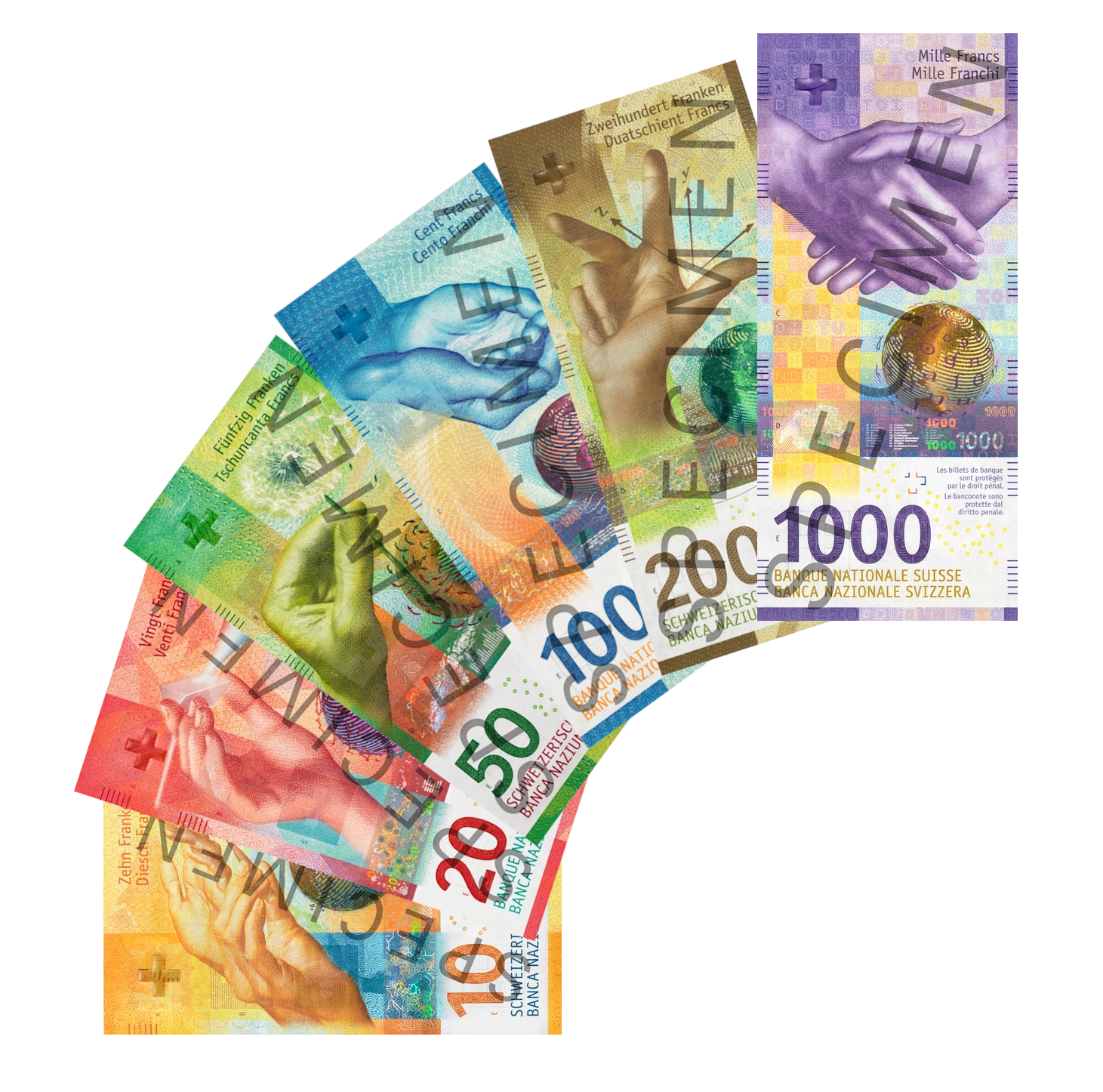
Švýcarské bankovky

Patrně nejznámější oblastí služeb ve Švýcarsku je bankovnictví, dříve známé bankovním tajemstvím. To však zásadně oslabilo kvůli tlakům konkurence (USA, nověji Londýna, ale i Německa). Významnou bankou je UBS (největší švýcarská a jedna z největších na světě), Credit Suisse (druhá největší) a mnoho dalších. Zajímavostí jsou soukromé bankovní domy, kde jejich majitelé ručí celým svým jměním. Do této oblasti patří i pojišťovny jako jsou Winterthur, Zurich Insurance Group, Baloise aj.
Ve finančních službách (banky nebo pojišťovny, zakládané s rozvojem průmyslu a železnice) se Švýcarsko stalo mezinárodním pojmem. Započínající ekonomický rozmach země, sice zpomalený 2. světovou válkou, umožnil po jejím ukončení rychlý rozvoj a prosperitu. Po válce způsobilo kontroverzi odhalení, že během války nacisté prodávali švýcarským bankám zlato, které uloupili Židům a také v centrálních bankách v okupované Evropě, a za švýcarské franky potom od neutrálních zemí nakupovali suroviny důležité pro vedení války. Podle jednoho odhadu z 90. let zkorumpovaní politici, diktátoři a zločinci z celého světa ukryli ve švýcarských bankách okolo 6 biliónů franků.

### Doprava
Doprava je spojujícím odvětvím pro celé hospodářství, propojuje infrastrukturu Švýcarska.
- hustá síť silnic a dálnic, silnice přes průsmyky (pass), tunely, poštovní autobusy (Postauto)
- městská a aglomerační doprava, autobusy, příměstské rychlodráhy (S-Bahn), systémy dopravních sítí
- železnice, lanovky: SBB-CFF-FFS a další, horské dráhy, horské lanovky
- přeložení ze silnice na železnici, zejména tranzitní dopravy
- letecké společnosti, Swiss (Swiss International Air Lines), nově vzniklé nízkonákladové společnosti („Swissair without air“), letiště

### Turistika

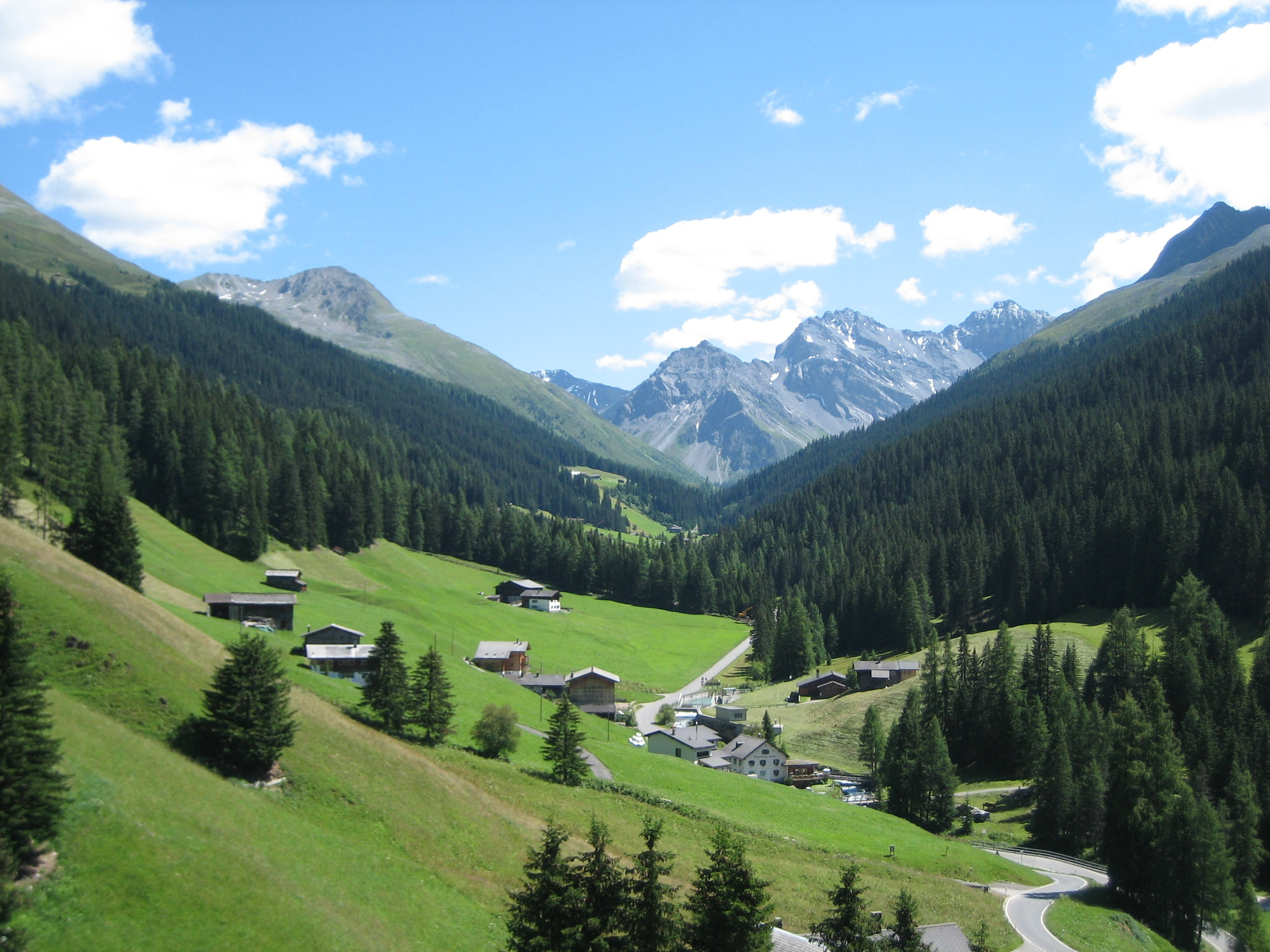
Údolí Sertig v kantonu Graubünden

Turistika přispěla v 19. a 20. století k rozvoji těch nejchudších částí Švýcarska, Alp. Zpočátku záležitost patřící bohaté aristokracii se v druhé polovině 20. století stala záležitostí dostupnou pro širokou oblast obyvatel planety.
Turistika v Alpách je po rozvoji dopravy, a tím i dostupnosti do hor, k jezerům atd., významnou oblastí hospodářství Švýcarska, neboť na sebe váže množství činností, které s ní souvisejí: hotely, penziony, privátní ubytování, restaurace, sport, kultura.
K nejnavštěvovanějším místům patří:
- Alpy – Švýcarské Alpy, Arosa, Davos, Engelberg, Bernské Alpy, Jungfrauregion, St. Moritz, Zermatt a Matterhorn, …
a jezera – Bodamské (Bodensee), Curyšské (Zürichsee), Lucernské (Vierwaldstättersee), Lago Maggiore, Luganské (Lago di Lugano), Thunské (Thunersee), Ženevské (Lac Léman), …,
- francouzská část – Lausanne, Ženeva, …,
- italská část – Locarno a Ascona, Lugano, … a
- německá část – Basilej, Bern, Curych, Lucern, …, Ballenberg, …

Švýcarské speciality, zajímavosti: Glacier Express, SBB-CFF-FFS, …
Nejznámější tradiční švýcarská jídla: fondue ze sýra, Raclette, Rösti, …

## Obyvatelstvo

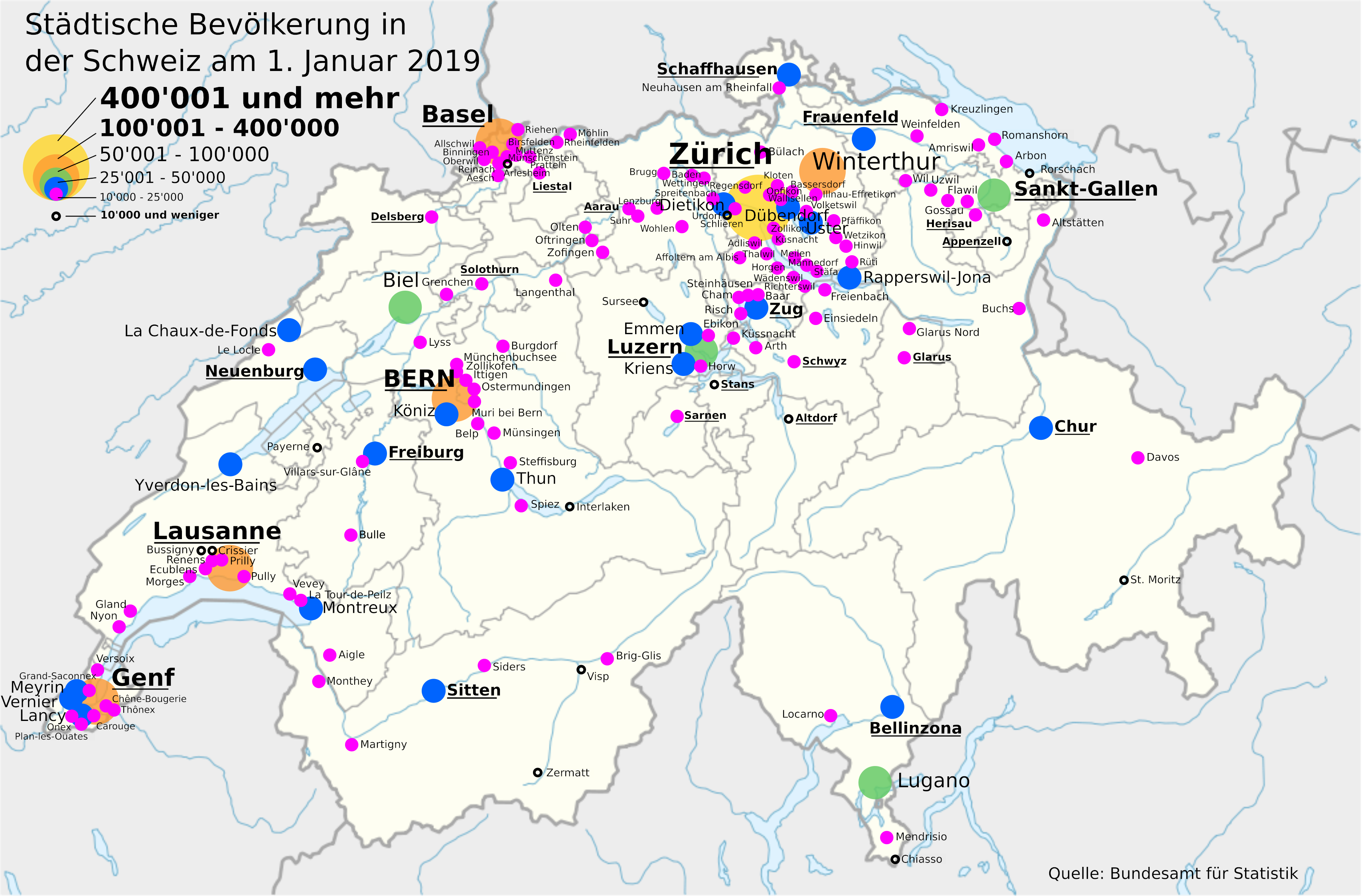
Městské obyvatelstvo Švýcarska (2019)

Švýcarsko má 8 606 033 obyvatel (2019) a mluví se zde převážně čtyřmi úředními jazyky: němčinou (67,3 %), francouzštinou (20,4 %), italštinou (8,3 %) a rétorománštinou (0,8 %). V roce 2015 bylo Švýcarsko vyhodnoceno jako nejšťastnější země na světě.

### Uvědomění národa
Důležité bylo pro Švýcary poznání, že války nevedou k prosperitě a spokojenosti lidu. Poznání na svou dobu revoluční, které se v ostatních státech Evropy prosadilo teprve až o století později, po ukončení 2. světové války. Ve Švýcarsku (kde „občan je nejvyšším suverénem“) a některých státech USA byl běžný vliv lidu na politiku státu již od posledních desetiletí 18. století. Ostatní evropské státy dospěly k tomuto taktéž, ale až o století později, kdy se v ostatní Evropě začíná diskutovat o participaci občanů na politice.

### Jazyk

Úřední jazyky ve Švýcarsku (celkem/ švýc. populace):
němčina (65,3 %; 73,2 %)
francouzština (22,4 %; 23,1 %)
italština (8,4 %; 6,1 %)
rétorománština (0,54 %; 0,7 %)

Švýcarsko již ve své ústavě přijaté v 19. století deklarovalo rovnoprávnost jazyků původně žijících obyvatel. Zákonem zaručené je právo na komunikaci se spolkovými úřady ve všech úředních jazycích. Švýcarsko má tedy čtyři úřední jazyky. Dobrovolně, podle svých možností, se přidávají i některé další úřady na úrovni kantonů a obcí. S pokračující integrací cizinců a imigrantů úřady umožňují komunikaci i v jiných jazycích. Hojně rozšířeným jazykem je také angličtina.
Všichni Švýcaři nehovoří všemi čtyřmi úředními jazyky své země. Např. Švýcaři, jejichž mateřštinou je němčina, se ve škole sice většinou učí jako první cizí jazyk francouzštinu a jako další angličtinu (v některých kantonech je tomu naopak), ale italsky již mluví jen málokterý z nich.

#### Němčina
Němčinou hovoří 62,1 % obyvatel. Němčina je hlavním úředním jazykem na severu, ve středu a na východě Švýcarska (celkem ve 13 kantonech a 6 polokantonech včetně kantonu Graubünden) a dále druhým úředním jazykem v kantonech Fribourg a Wallis. V německy mluvících částech se v běžném styku používá švýcarská němčina, jeden z alemánských dialektů.

#### Francouzština
Francouzštinou hovoří 22,8 % obyvatel. Francouzština je hlavním úředním jazykem v 6 kantonech (Fribourg, Jura, Neuchâtel, Vaud, Wallis, Ženeva) a druhým úředním jazykem kantonu Bern.

#### Italština
Italštinou hovoří 8,0 % obyvatel. Italština je hlavním úředním jazykem v kantonu Ticino a druhým úředním jazykem kantonu Graubünden.

#### Rétorománština
Rétorománštinou hovoří 0,5 % obyvatel. Rétorománština je třetím úředním jazykem kantonu Graubünden. O rétorománštině se někdy hovoří jako o poloúředním (polooficiálním) jazyce. Právo na komunikaci se spolkovými úřady v tomto jazyce mají pouze lidé, pro něž je rétorománština jazykem mateřským. Toto právo získali navíc rétorománsky hovořící Švýcaři až po referendu v roce 1996, teprve tehdy dostala rétorománština status úředního jazyka (do té doby byla od roku 1938 pouze národním jazykem Švýcarska, do této doby mohli Švýcaři komunikovat s úřady rétorománsky jen na kantonální úrovni v kantonu Graubünden).

### Imigrace
Po počáteční segregační a pozdější integrační kontrole pod rostoucím tlakem protestů proti cizincům se Švýcarsko pokusilo přibrzdit imigrační trendy a přesunout toto stěhování více do kolejí dočasné nebo sezónní pracovní migrace. Tímto přístupem byla pracovní migrace do roku 1960 pokrývána ze čtyř hlavních zdrojů. Především to byla Itálie, s níž byla v roce 1948 uzavřena smlouva o najímání pracovních sil, v menším rozsahu pak Německo, Rakousko a Francie. Po druhé světové válce zažilo Švýcarsko nejmohutnější hospodářský růst ve svých dějinách, který trval téměř třicet let a způsobil i silný početní vzestup zaměstnaných cizinců. Po odchodech velké části nejpočetnější skupiny Italů se změnily i národnostní proporce. Zvýšil se podíl Jugoslávců, Turků a Portugalců. Smlouvou o náboru pracovních sil uzavřenou v roce 1948 s Itálií začal fungovat švýcarský rotační model časově omezených, avšak obnovitelných pracovních smluv pro „saisoniers“ a „osoby s ročním pobytem“. Po osmnácti měsících pracovního pobytu byla nabídnuta možnost pozvat další rodinné příslušníky, po pěti letech pak volný výběr pracovního místa při pravidelném obnovování pracovního a pobytového povolení a konečně po dalších pěti letech právo usadit se v zemi na základě plné rovnoprávnosti s výjimkou politických práv, která byla tradičně vázána na těžko dostupné státní občanství. Proti pracovnímu a sociálnímu zrovnoprávnění zahraničních pracovníků ve druhé „italské smlouvě“ z roku 1963 se zvedly mohutné protestní vlny, které vyústily v proticizinecká hnutí a vznik politických stran zaměřených proti „zahlcení země cizinci“. Pod vlivem řídících mechanismů migrační politiky, vytvořených ještě před propuknutím krize v polovině sedmdesátých let 20. století, počty cizinců klesaly. Protestní hnutí umlkla a objevila se až koncem osmdesátých let 20. století, kdy se k trvalému příchodu dalších rodinných příslušníků již usazených osob přidal rostoucí počet žadatelů o azyl.

### Náboženství

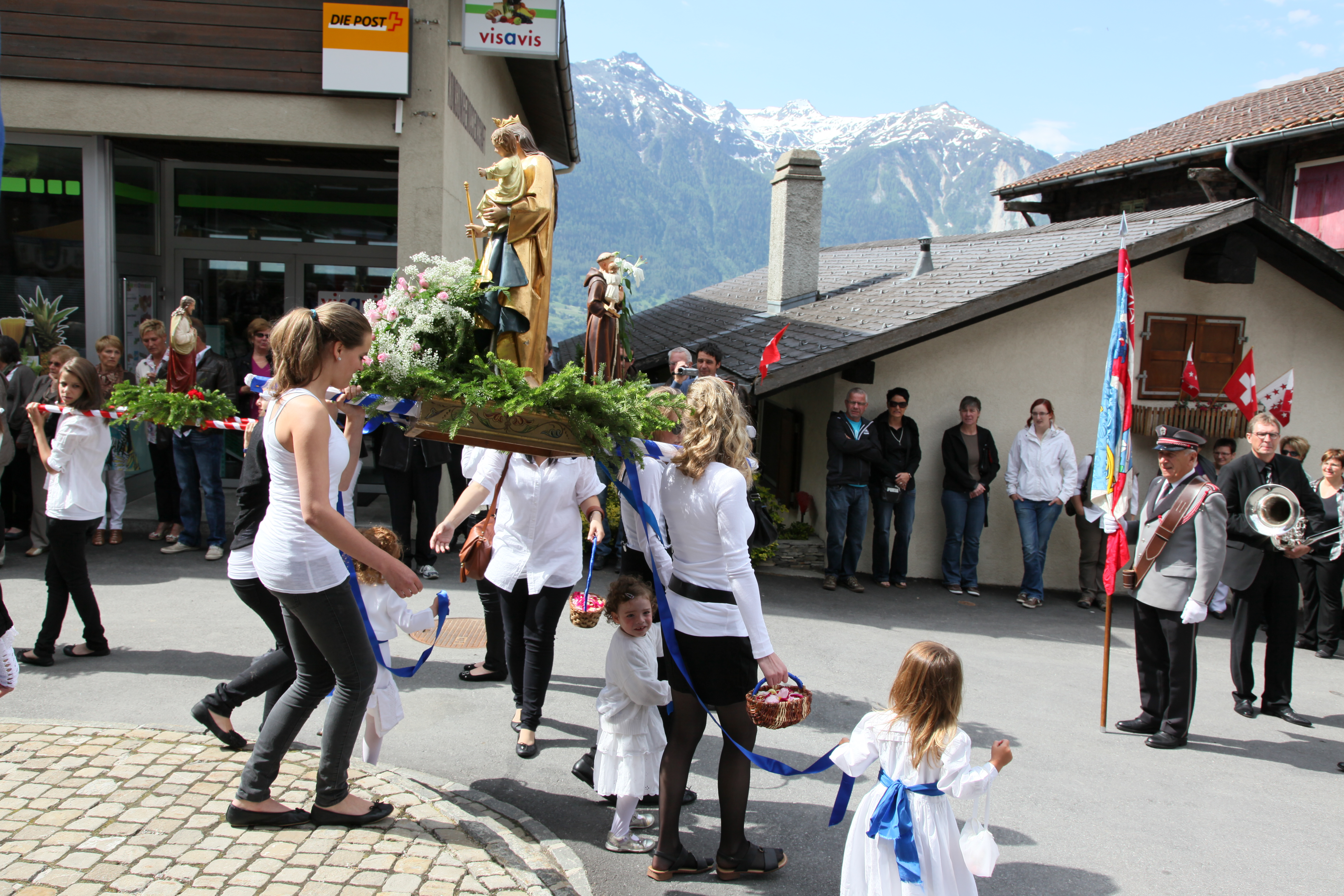
Slavnost Těla a Krve Páně v kantonu Valais

Svoboda vyznání je garantována švýcarskou ústavou (článek 15 Ústavy). Referendem v roce 1973 byly z Ústavy vypuštěny články bránící jezuitskému řádu usadit se v zemi, které byly součástí ústavy od roku 1848.
V zemi neexistuje oficiální státní církev, většina kantonů (kromě Ženevy a Neuchâtelu) však finančně podporuje buď římskokatolickou, starokatolickou nebo švýcarskou reformovanou církev.
Zastoupení příslušníků jednotlivých vyznání: římští katolíci 38,21 %, švýcarská reformovaná církev 26,93 %, jiní protestanti 2,89 %, muslimové 4,95 %, pravoslavní 2,14 %, hinduisté 0,50 %, židé 0,25 %, buddhisté 0,52 %, jiní křesťané 0,65 %, bez vyznání 21,42 % (ateisté, agnostici a náboženství bez církve) a ostatní 0,28 %.
V roce 2009 si lidová iniciativa vynutila referendum o zákazu stavby minaretů na muslimských mešitách. Zákaz výstavby nových minaretů schválilo 57,5 % zúčastněných voličů. Proti se postavily pouze tři z dvaceti švýcarských kantonů, většinou ve francouzsky mluvící části Švýcarska. Švýcarská vláda doporučila navrhovanou změnu zamítnout jako neslučitelnou se základními principy ústavy, ale po oznámení výsledků referenda okamžitě oznámila, že zákaz je v platnosti. K datu hlasování byly ve Švýcarsku čtyři minarety připojené k mešitám v Curychu, Ženevě, Winterthuru a Wangen bei Olten. Těchto stávajících minaretů se zákaz netýkal, protože již byly postaveny. Zákaz minaretů kritizovali představitelé islámských států, libyjský vůdce Muammar Kaddáfí dokonce vyhlásil proti Švýcarsku džihád. Kritika přišla i ze západních zemí a od Rady pro lidská práva OSN, avšak ve švýcarském pojetí demokracie nelze rozhodnutí lidu nadřadit žádný jiný princip. K dalšímu střetu s islámem došlo, když švýcarský parlament roku 2011 schválil zákaz zakrývat si na veřejnosti tvář, který byl podle muslimů namířen proti islámským ženám.

## Kultura

### Památky

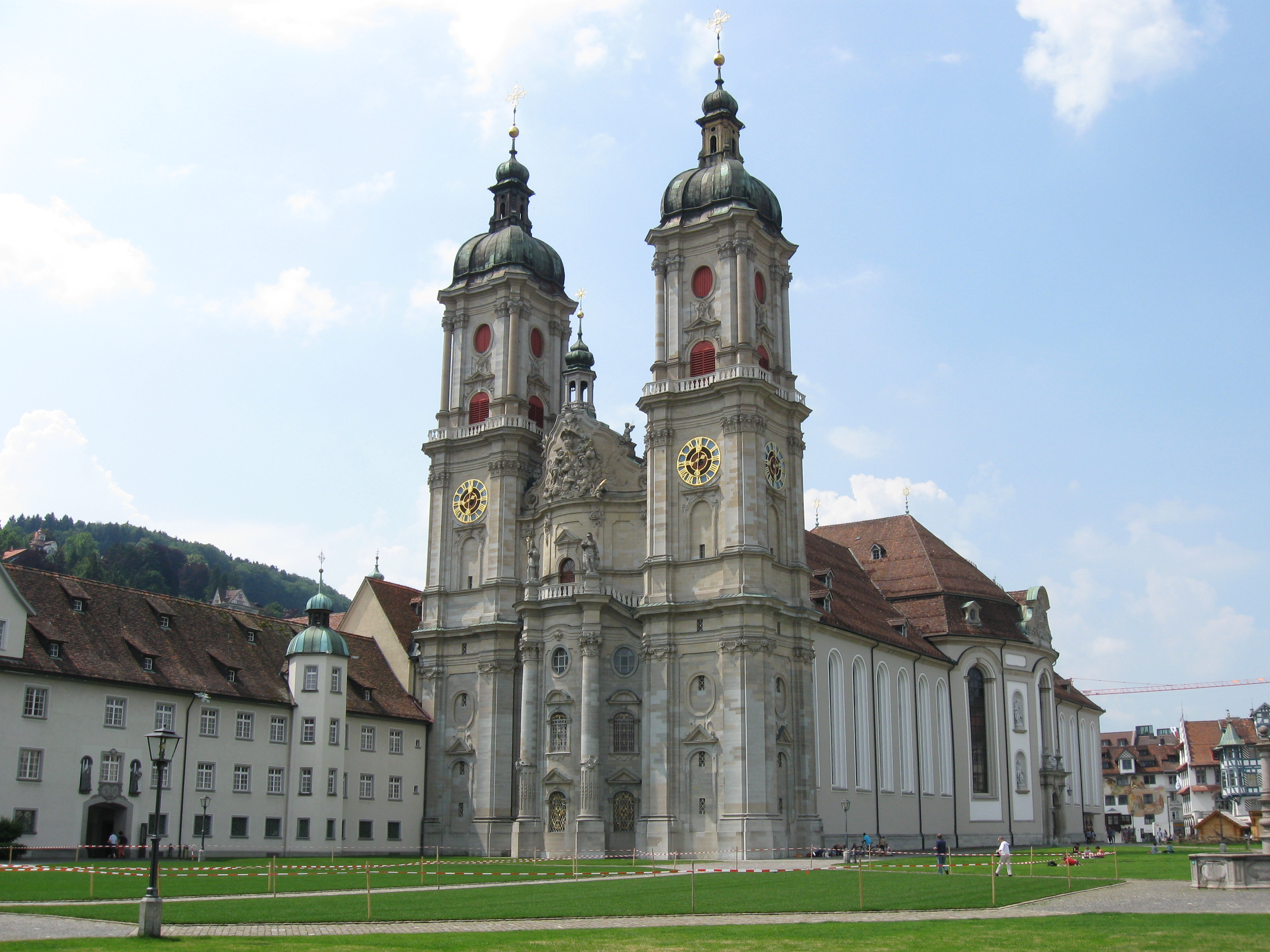
Klášter St. Gallen

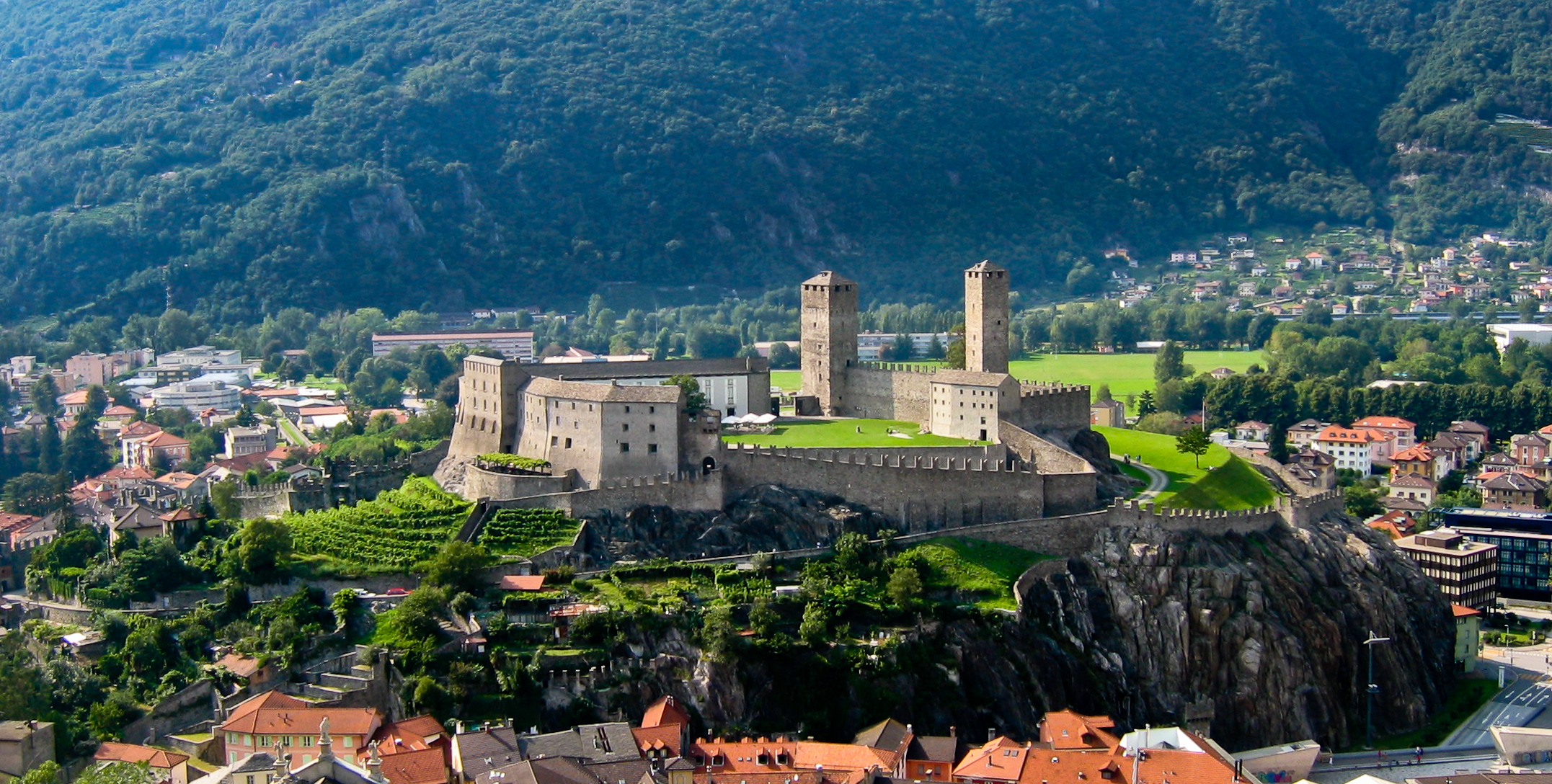
Castelgrande v Bellinzoně

Švýcarská kultura vznikla na rozhraní okolních kulturních oblastí, kterými byla ovlivněna. Časem se však vyvinula jako samostatná kultura. Někdy je těžké mluvit o švýcarské kultuře jako o homogenní, protože se sama dělí podle jazykových oblastí. Pro zemi je typické zejména vzájemné ovlivňování s Francií, Německem a Itálií. Mnoho švýcarských umělců[kdo?] je pokládáno v těchto zemích za jejich vlastní. Vznik kulturních památek v zemi měla zpočátku na svědomí církev, později měšťané a patriciát neboť země nebyla na rozdíl od zbytku Evropy ovládaná feudály. Podporováno bylo hlavně stavitelství (románské katedrály v Curychu, Sionu, Churu, gotická katedrála v Lausanne, Bernu, Fribourgu a Basileji, renesanční kostely v kantonu Ticino či radnice v Lucernu, Solothurnu a Brigu, barokní kláštery v Einsiedelu, Muri a St. Gallenu). Cizí stavitelé,[zdroj?] přitahováni i větší svobodou země, vybudovali krásná centra měst jako Bern, Freiburg, Lucern či St. Gallen. Klášter svatého Jana v Müstairu, který byl založen již roku 775, byl zapsán na seznam Světového dědictví UNESCO, stejně jako výše zmíněný klášter v St. Gallenu, tři hrady ve městě Bellinzona (Castelgrande, Montebello a Sasso Corbaro) a historická centra Bernu a La Chaux-de-Fonds. 

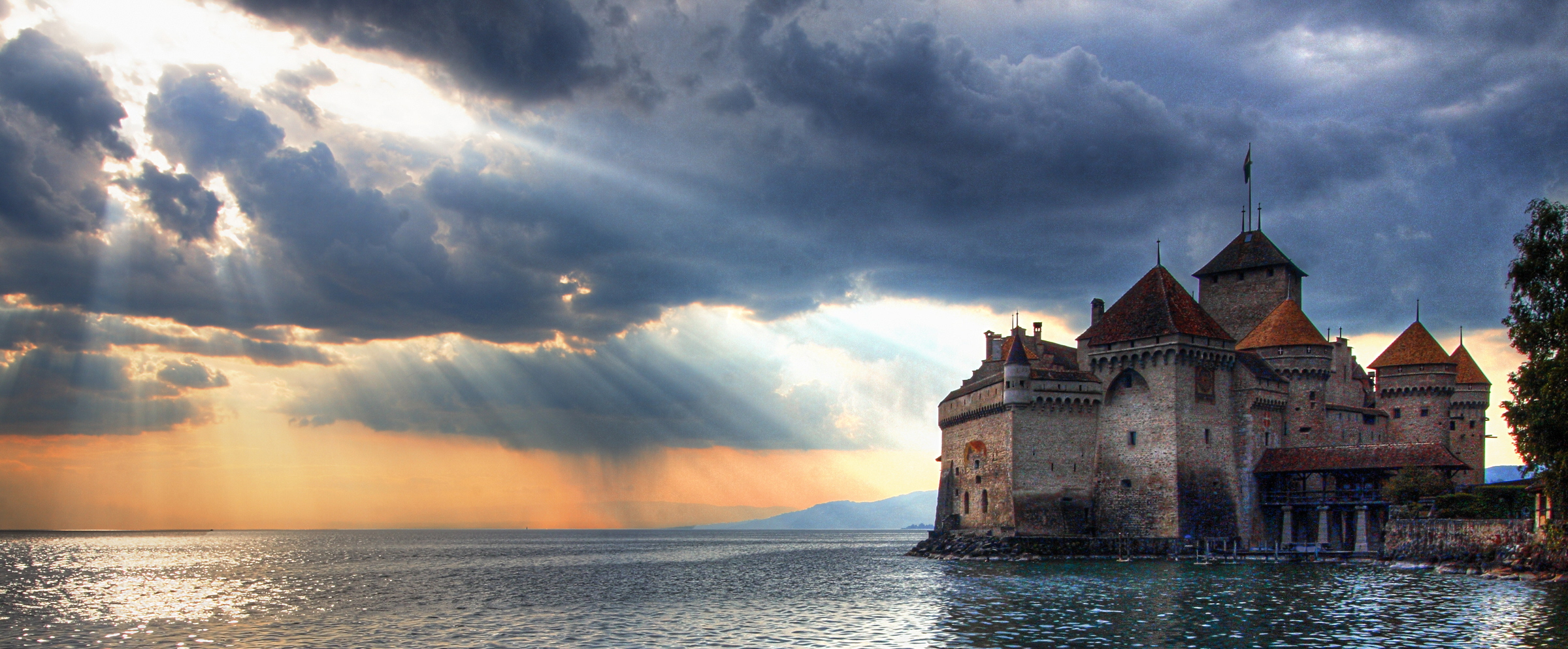
Hrad Chillon

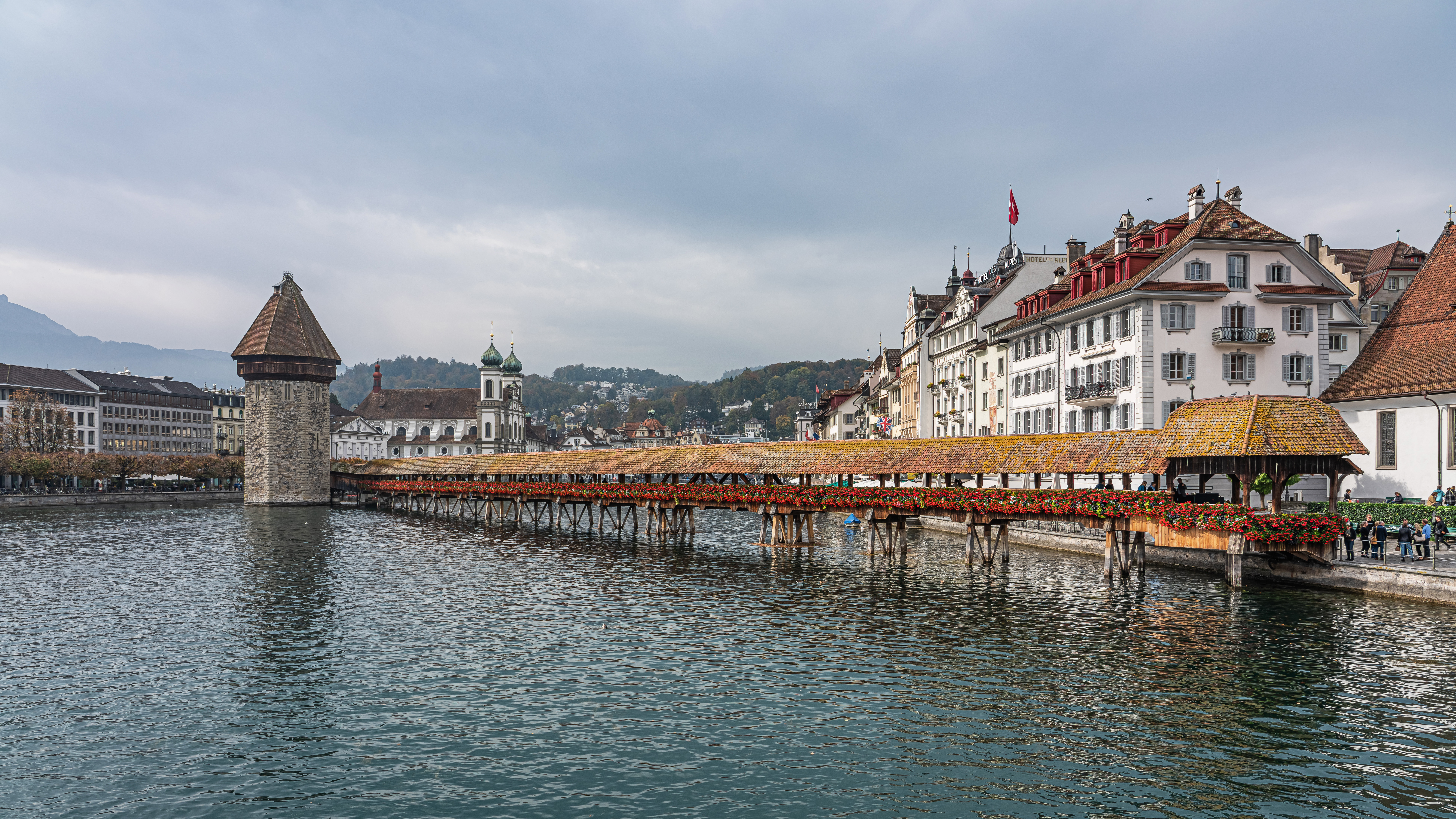
Kapellbrücke

Ve Švýcarsku se nacházejí rovněž dvě ze sedmnácti staveb Le Corbusiera na seznam zapsaných, Dům pro Corbusierovy rodiče u Ženevského jezera a bytové domy Clarte v Ženevě. Na seznamu je i jedna technická památka, Rhétská dráha. Územní opatství Saint Maurice d'Agaune, založené roku 515 burgundským králem sv. Zikmundem, je pravděpodobně nejstarším existujícím klášterem křesťanského Západu. Hrad Chillon patří k nejzachovalejším středověkým hradům v Evropě. Hrad Habsburg je svědectvím švýcarských kořenů habsburského rodu, který měl později sehrát význačnou úlohu v dějinách celé Evropy. Kapellbrücke v Lucernu je nejstarší dřevěný most v Evropě.

### Literatura

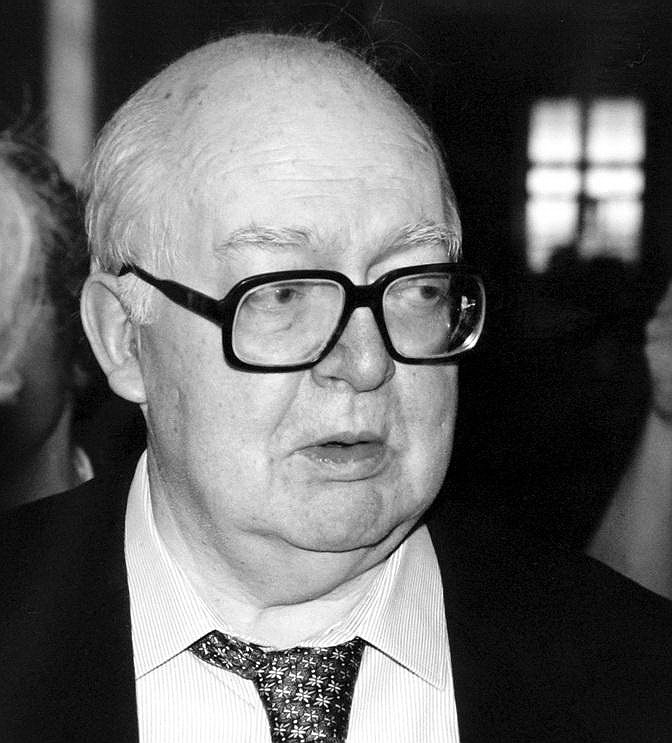
Friedrich Dürrenmatt

### Vizuální umění

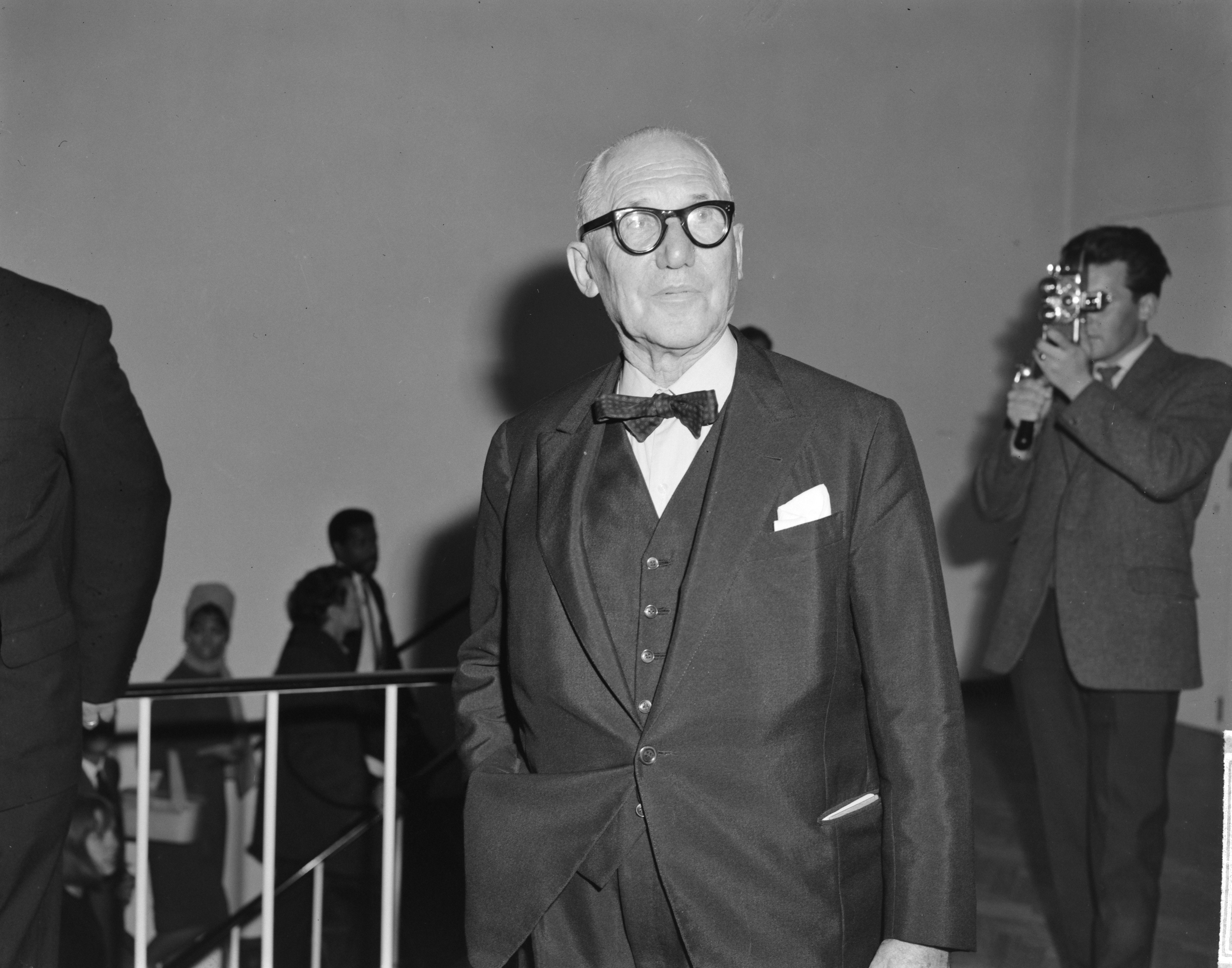
Architekt Le Corbusier

Alberto Giacometti je možná nejslavnějším avantgardním sochařem. Jedním z nejvýznamnějších představitelů výtvarné avantgardy 20. století je Paul Klee. Rodačkou ze Švýcarska je i neoklasicistická malířka Angelica Kauffmanová. Mezi expresionisty si vydobyl důležité místo malíř Johannes Itten. Prací na filmu Vetřelec se proslavil surrealistický malíř H. R. Giger. Svými dřevoryty proslul Félix Vallotton, svým kinetickým uměním Jean Tinguely. K vlastnímu stylu zvanému paralelismus, blízkému secesi, se propracoval v 19. století malíř Ferdinand Hodler. Díky svým výjevům ze švýcarského venkova 19. století si drží post národního malíře Albert Anker. Významným symbolistickým malířem byl Arnold Böcklin, romantickým Henry Fuseli.

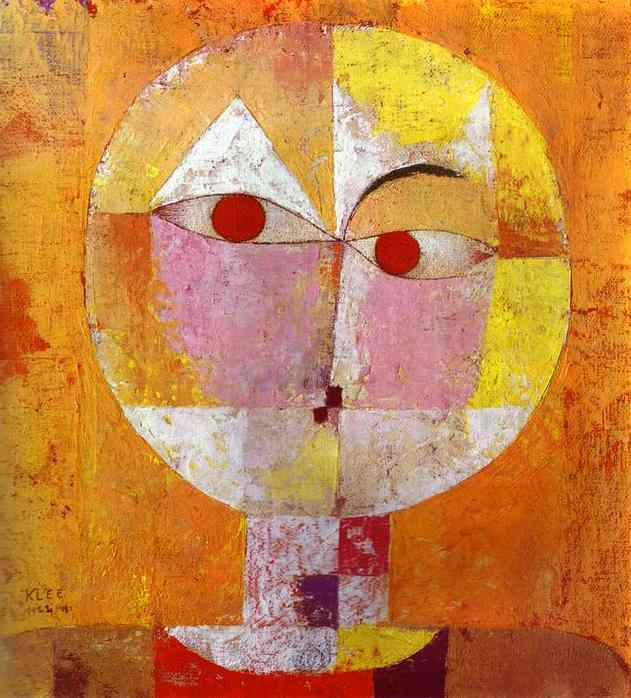
Senecio, obraz Paula Klee

Jedním z nejslavnějších Švýcarů je také Le Corbusier, otec moderní architektury. Ředitelem slavného Bauhausu byl Hannes Meyer. Představitelem modernismu je i Mario Botta. Prestižní Pritzkerovu cenu získal i Peter Zumthor. Firma Herzog & de Meuron architektů Jacquese Herzoga a Pierra de Meurona postavila například mnichovskou Allianz Arenu. Představitelem architektonického dekonstruktivismu je Bernard Tschumi. Francesco Borromini a Carlo Maderno (oba narozeni ve švýcarském Ticinu) patří k nejvýznamnějším barokním architektům.

### Hudba

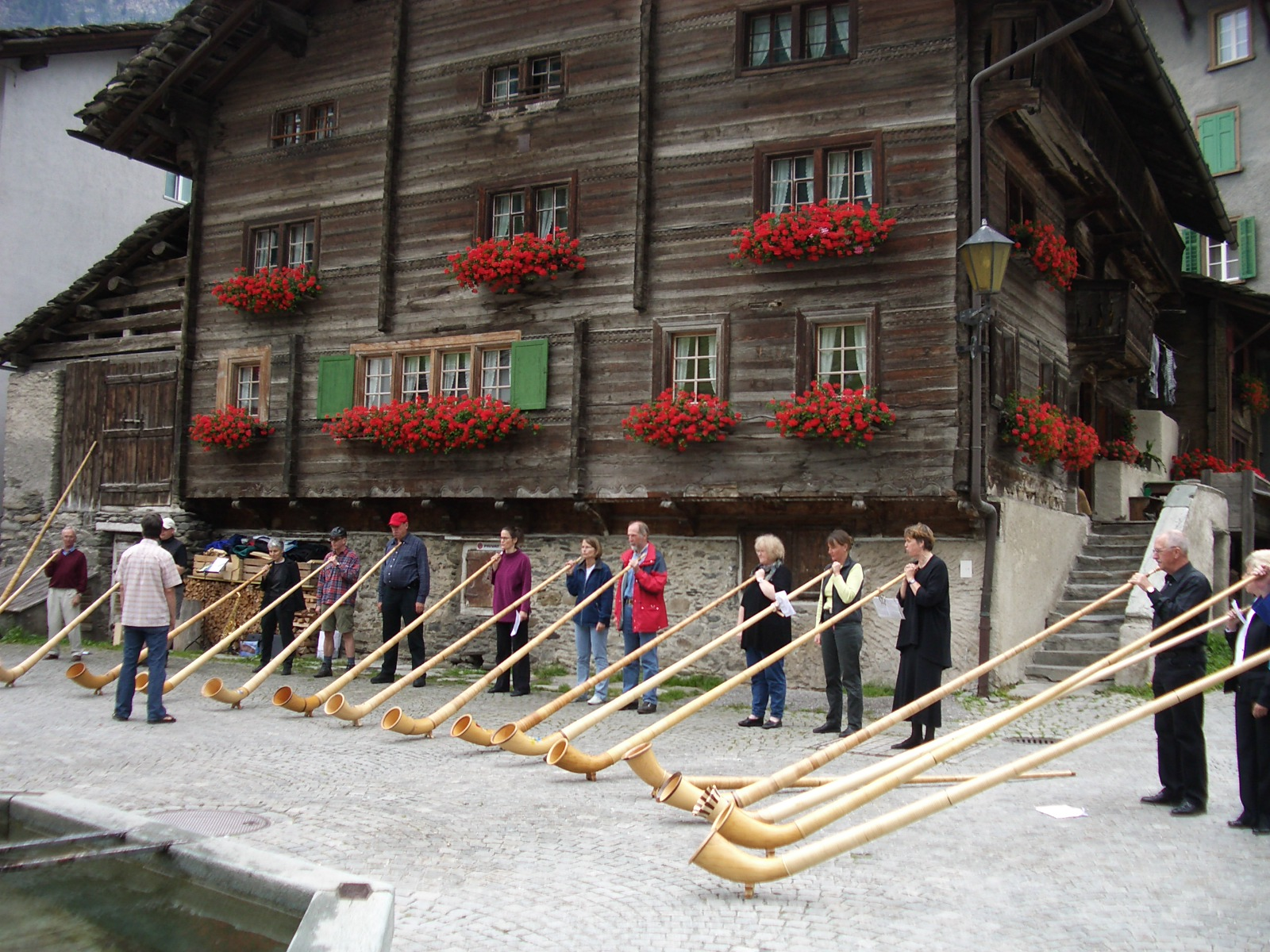
Koncerty s alphorny ve městě Vals

Hudebním nástrojem zvláštním pro Švýcarsko je dechový nástroj Alphorn, v minulosti používaný pastýři.
Nejvýznamnějšími švýcarskými skladateli klasické hudby jsou Othmar Schoeck a Arthur Honegger. Zpěvačka Lys Assia zvítězila ve vůbec prvním ročníku soutěže Eurovize. V 90. letech se mezinárodně prosadil představitel eurodance DJ Bobo. Oceňovaným skladatelem elektronické hudby je Robert Miles nebo i Dieter Meier, který spolu s Borisem Blankem tvoří skupinu Yello. V rocku se prosadily skupiny Celtic Frost, která položila základy extrémnímu metalu, či progresivní thrasheři Coroner.
Od roku 1967 se v Montreux každoročně koná jeden z nejvýznamnějších jazzových festivalů Montreux Jazz Festival, kde vystupují i rockoví a popoví hudebníci a často zde také nahrávají své živé desky obvykle nazývané Live at Montreux.

### Film a média

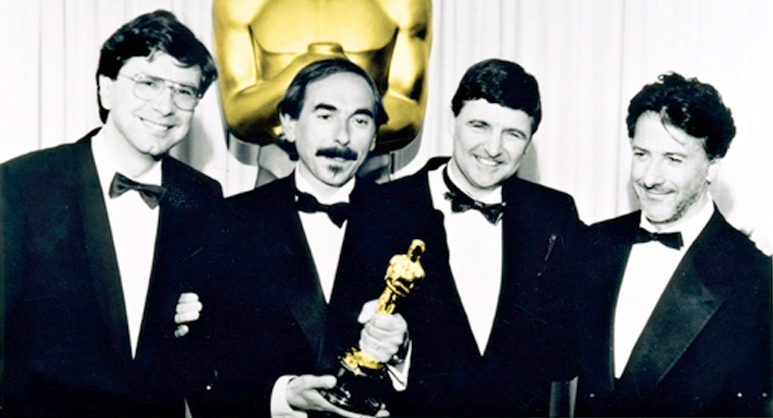
Xavier Koller s Oscarem

Režisér Xavier Koller se stal v roce 1990 prvním Švýcarem, který získal Oscara za nejlepší cizojazyčný film. Stejné ocenění obdržel již roku 1984 švýcarský snímek La Diagonale du fou, který ovšem režíroval francouzský režisér Richard Dembo. Nominaci na Oscara si připsali Claude Goretta a Markus Imhoof. Vůbec první nominaci na Oscara zajistil Švýcarsku v roce 1970 Maximilian Schell, rakousko-švýcarský herec, který uspěl se svou režijní prvotinou Erste Liebe.
Herečka Ursula Andressová se zapsala do dějin populárního filmu jako bond girl v první filmové bondovce Dr. No. Mezinárodní filmový festival v Locarnu patří k nejprestižnějším filmovým přehlídkám. Hlavní cenou je Zlatý leopard (Leopardo d'oro). Projekce filmů se mimo jiné konají také pod širým nebem na velkém plátně na náměstí Piazza Grande.
V zemi vycházejí regionální periodika (také podle jazykových oblastí), ale i několik celostátních, například Neue Zürcher Zeitung. Švýcarská veřejnoprávní vysílací společnost SRG SSR vysílá televizní program v jazykových mutacích pro každou jazykovou skupinu (kromě rétorománské) a rozhlasové programy (včetně rétorománských).

### Kuchyně

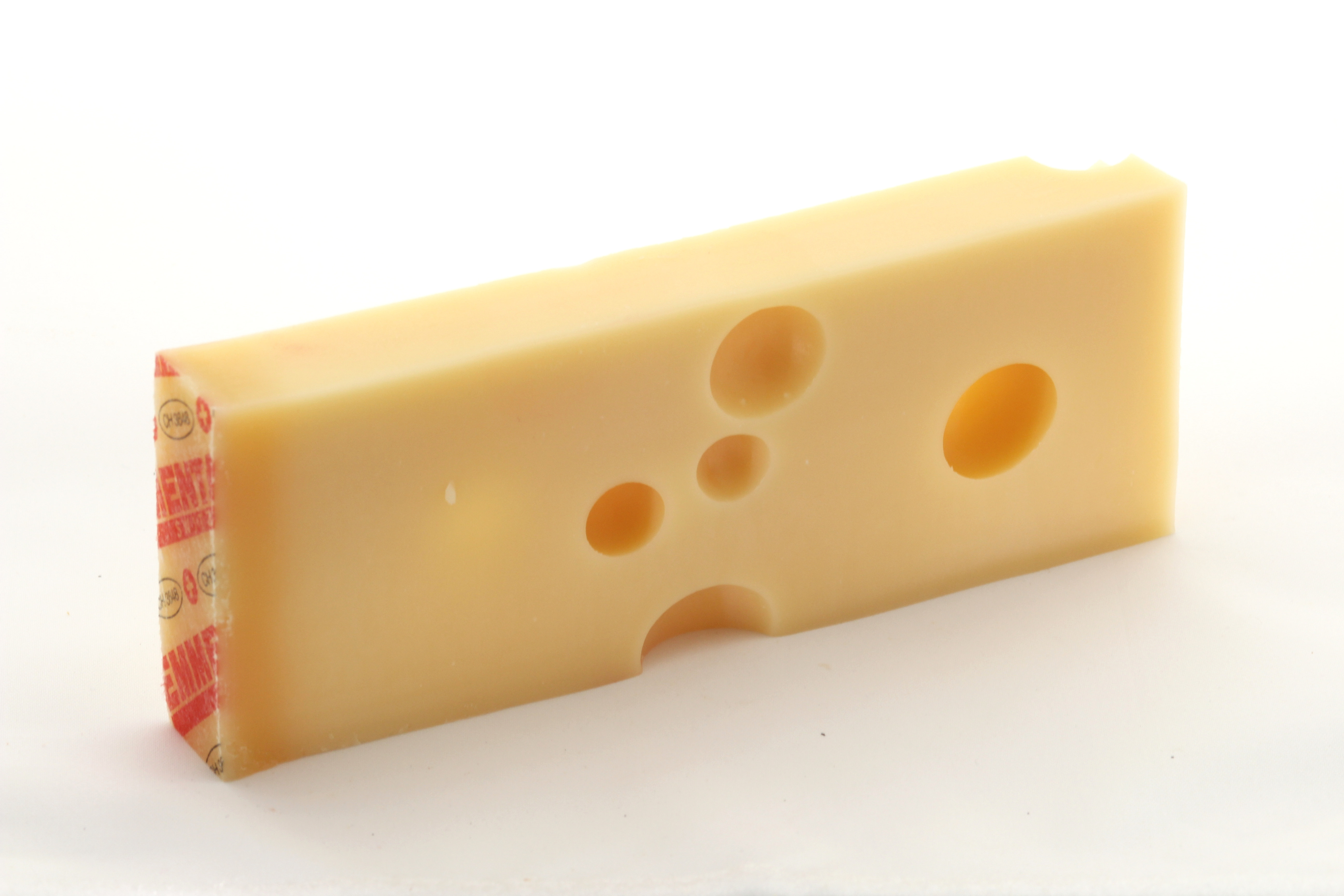
Ementál

Švýcarská kuchyně používá obvykle suroviny, které byly dostupné švýcarským farmářům, tedy hlavně různé sýry a brambory. Používá se také maso nebo ryby (pstruzi, siveni). Maso se často suší. Příkladem může být sušené hovězí maso bünder fleisch, které se nejprve marinuje ve slaném nálevu a bylinkách, pak se suší. Uzeniny jsou národním jídlem Švýcarska a vzniklo zde mnoho specialit. Oblíbený je klobásový salát cervelatsalat nebo vepřový párek schublig. Uzeniny jsou často podávané na mísách, známá je bernská nebo waliská mísa. Dalšími typickými surovinami jsou kravské mléko a sýry. Nejproslulejšími sýry jsou ementál, polotuhý appenzeller nebo gruyère, jenž je slanější a s ořechovou příchutí. 

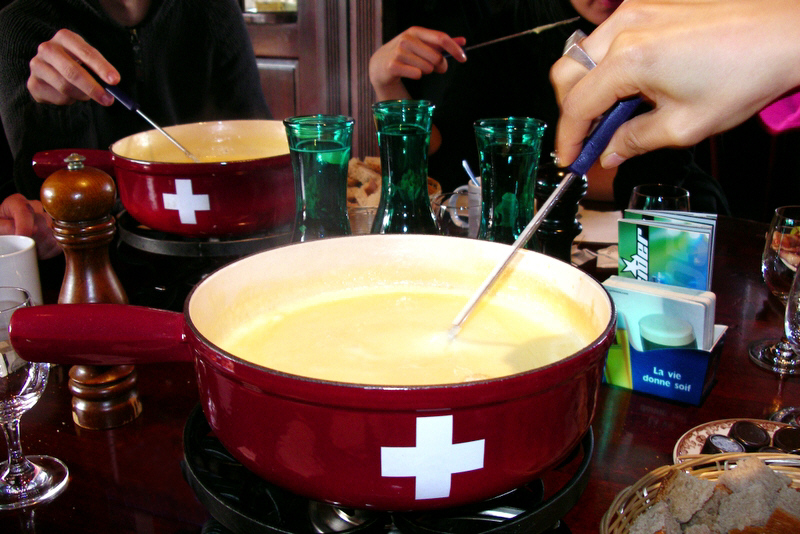
Fondue

Ve Švýcarsku vznikl fenomén zvaný sýrové fondue. Další sýrové jídlo raclette je sýrový bochník, který se přiloží k ohni a jak sýr postupně odtává, shrnuje se na talíř. Švýcarským vynálezem je také müsli, lékař Maximilian Bircher-Benner ho původně vyrobil jako čistě zdravotní stravu. Oblíbenou pochoutkou jsou rösti, smažené bramborové placky podobné bramborákům. Na povrchu mají rozpuštěný sýr. Curyšskou specialitou je Zürcher Geschnetzeltes (telecí po curyšsku), pokrm z telecího masa podávaný s omáčkou z vína a smetany. Oblíbenou přílohou jsou spätzli, kuličky vařeného těsta pokapané máslem. Z pečiva je místní zvláštností hruškový chléb birnbrot. Ve světě je známá především švýcarská čokoláda. Mléčná čokoláda vznikla ve Švýcarsku roku 1875, inovátorem byl Daniel Peter. Nejznámějšími moučníky jsou Bündner Nusstorte, Zuger Kirschtorte, Baarer Räbentorte, Engadiner Torte či Solothurner Torte. Originálními nápoji jsou šumivá limonáda z mléčné syrovátky Rivella, nebo mléčný nápoj s kakaovou příchutí Ovomaltina.

### Věda

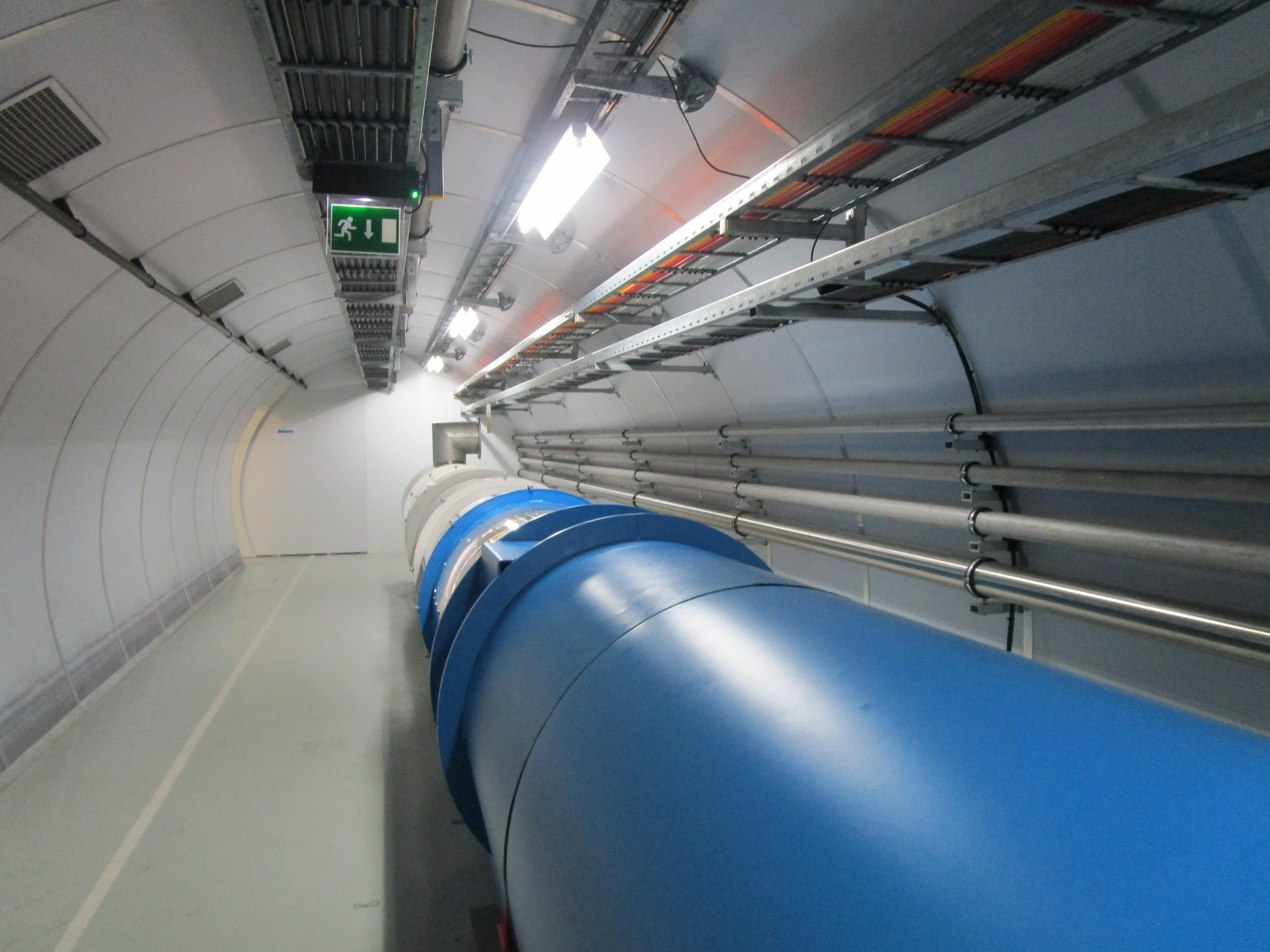
Velký hadronový urychlovač v CERNu

Ve Švýcarsku má sídlo mnoho renomovaných vědeckých a výzkumných společností, např. Evropská organizace pro jaderný výzkum (CERN). Ta v podzemí na švýcarsko-francouzských hranicích vybudovala největší urychlovač částic na světě, známý jako Velký hadronový urychlovač nebo LHC. Spuštěn byl 30. března 2010. Vědci díky němu napodobili podmínky, které panovaly ve vesmíru těsně po Velkém třesku a potvrdili existenci Higgsova bosonu („božské částice“), což je důležitý objev pro udržení konzistence standardního modelu částicové fyziky. Další významnou institucí je HFSJG (High Altitude Research Stations Jungfraujoch and Gornergrat) na observatoři Sphinx, která se věnuje výzkumu kosmického záření.

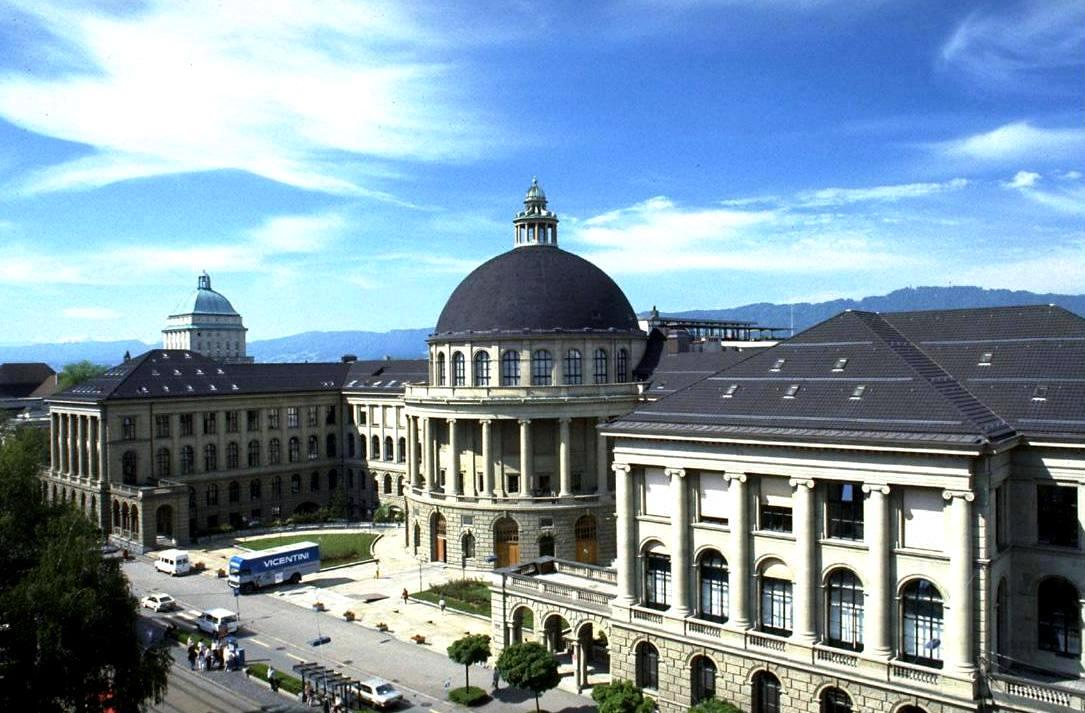
ETH Zürich

Vědecké úspěchy Švýcarska především stojí na jeho špičkových univerzitách. Spolková vysoká technická škola v Curychu (ETH Zürich) je jedinou kontinentální univerzitou, která v mezinárodních žebříčcích dlouhodobě konkuruje slavným americkým a anglickým univerzitám. Například v Šanghajském žebříčku (který tradičně měří kvalitu vysokých škol po celém světě), v edici z roku 2021, je ETH označena za 21. nejlepší univerzitu na světě, přičemž všechny instituce před ní jsou buď britské nebo americké a jedna nedávno založená je francouzská. Švýcaři mají v první stovce žebříčku ještě další čtyři školy: Curyšská univerzita (54.), Ženevská univerzita (60.), Univerzita v Basileji (87.) a Švýcarský federální technologický institut v Lausanne (91.). Pro srovnání: sousední Rakousko a Itálie nemají v první stovce žádnou školu. Francie tam má čtyři, z toho jsou však tři nedávno založená centra excelence, jejichž cílem bylo právě dobýt podobné žebříčky. Rusko má v první stovce jednu univerzitu, zbylá střední a východní Evropa (včetně Česka) žádnou.

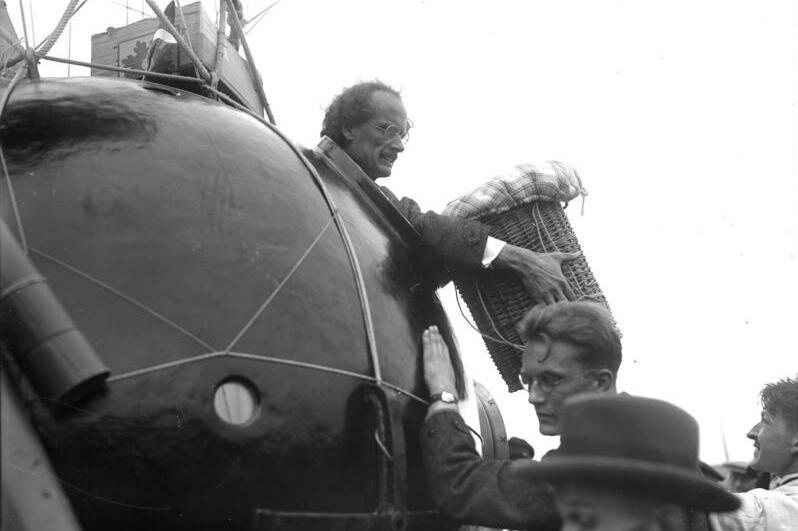
Auguste Piccard nastupuje do stratosférického balonu (1932)

Tradice vědeckého bádání je ve Švýcarsku velká. Matematik a fyzik Daniel Bernoulli položil základy hydrodynamiky. Byl též zakladatelem slavného matematického rodu, jehož dalším představitelem byl Jacob Bernoulli, který rozvíjel například teorii pravděpodobnosti, či jeho bratr Johann Bernoulli, učitel Leonharda Eulera, pravděpodobně nejslavnějšího švýcarského matematika vůbec. Eulerovým spolupracovníkem byl další člen slavné rodiny Nicolaus II. Bernoulli. K matematikům tohoto okruhu patřil i Gabriel Cramer, autor tzv. Cramerova pravidla pro řešení soustav lineárních rovnic metodou determinantů.

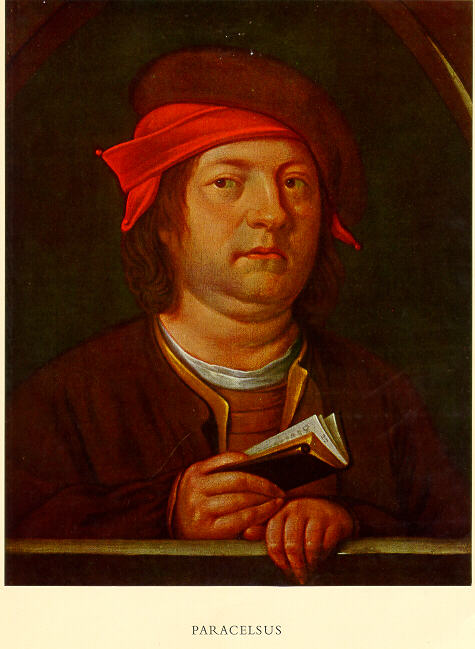
Paracelsus

Švýcarský původ měl i britský kvantový fyzik Paul Dirac. Fyzik Fritz Zwicky (jehož matka byla Češka, jeho otec Švýcar v norských diplomatických službách, přičemž Fritz se narodil během jeho diplomatické mise v bulharské Varně) přišel s průlomovým konceptem tzv. temné hmoty. Auguste Piccard se proslavil výstupem do stratosféry za pomoci balónu. Jeho syn Jacques Piccard byl známým oceánografem a vynálezcem batyskafu a jeho syn Bertrand Piccard zas proslul jako balónový letec a průkopník solárního letectví. Horace-Bénédict de Saussure vynalezl sluneční pec. Jakob Steiner je autorem tzv. Steinerovy věty o momentu setrvačnosti v mechanice otáčivého pohybu. Johann Heinrich Lambert mj. dokázal, že číslo Pí je iracionální, vynalezl vlhkoměr, studoval světlo, komety, mlhoviny či zásadně ovlivnil kartografii. Vzorec pro výpočet vlnové délky viditelných spektrálních čar atomu vodíku, od něhož se odvíjí moderní pojetí atomu vůbec, je dílem Johanna Jakoba Balmera. Hodinář Joost Bürgi pracoval i na pražském dvoře Rudolfa II. V informatice se prosadil Niklaus Wirth, autor programovacího jazyka Pascal. Významným astronomem byl Paul Guldin. Zakladatelem moderního lékařství byl Paracelsus. Všestranný renesanční učenec Conrad Gessner založil mj. moderní zoologii. Bakteriolog Alexandre Yersin objevil původce dýmějového moru. Friedrich Miescher objevil DNA, ačkoli neznal její strukturu a přesnou roli v dědičnosti. Albert Hofmann se proslavil objevem halucinogenu LSD. Geolog Louis Agassiz zavedl koncept tzv. doby ledové. Nobelovu cenu za fyziku získali Charles Edouard Guillaume, Felix Bloch, Heinrich Rohrer, Karl Alexander Müller, Michel Mayor a Didier Queloz, za chemii Paul Karrer, Alfred Werner, Kurt Wüthrich, Richard R. Ernst a Jacques Dubochet, za fyziologii Emil Theodor Kocher, Paul Hermann Müller, Werner Arber, Walter Rudolf Hess, Rolf Martin Zinkernagel a Edmond Henri Fischer.

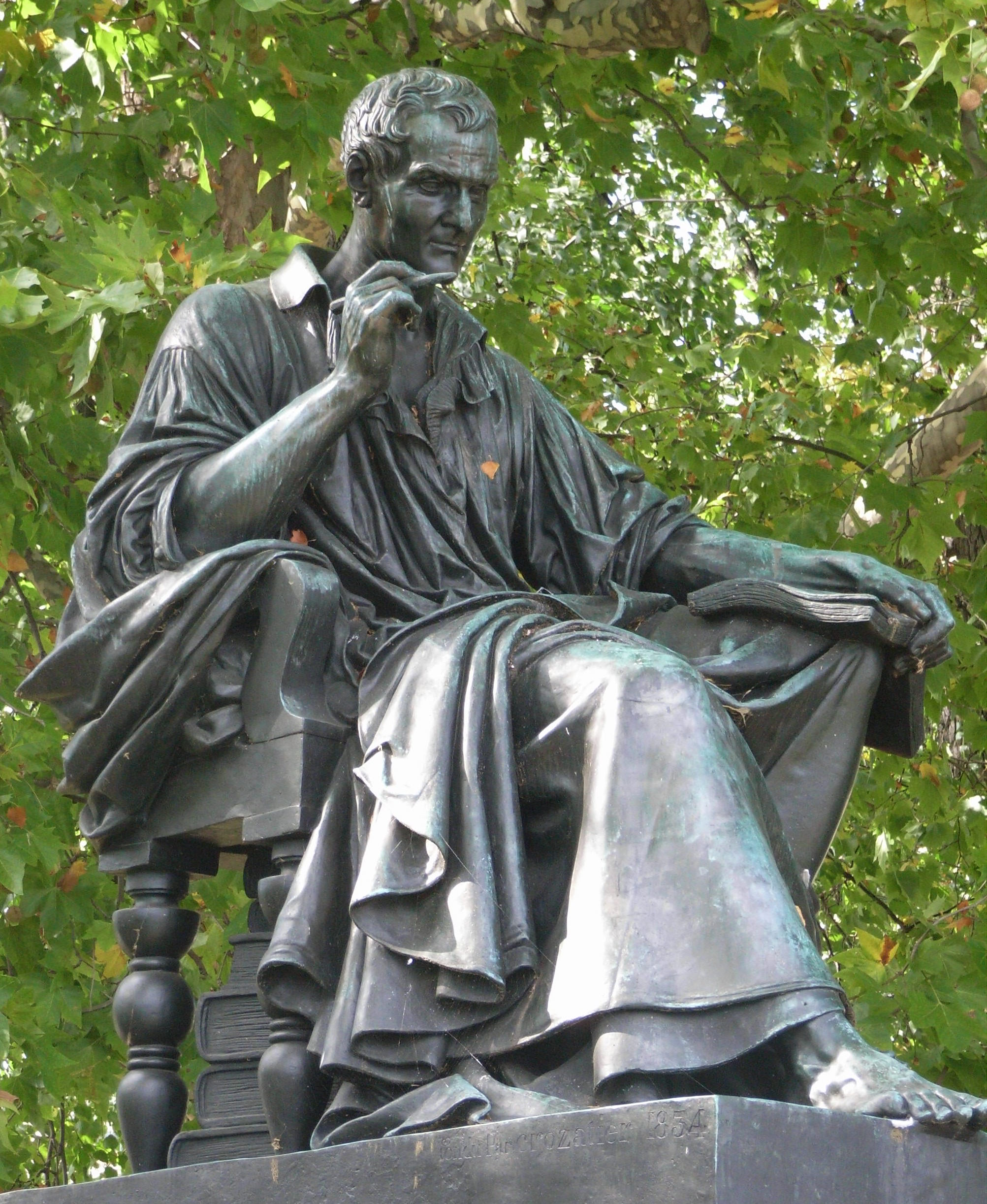
Jean-Jacques Rousseau, socha v Ženevě

V oblasti humanitních a sociálních věd ovlivnilo svět asi nejvíce dílo filozofa a ženevského rodáka Jeana-Jacquese Rousseaua. Tradičně se ve Švýcarsku daří psychologii. Jean Piaget je tvůrcem druhé nejvlivnější psychologické školy 20. století, tzv. kognitivní psychologie. Carl Gustav Jung došel věhlasu díky svému propojení psychologie a magie. Jeho učitel Eugen Bleuler je autorem pojmu schizofrenie. Psycholog Hermann Rorschach je autorem nejznámějšího projektivního testu na světě, tzv. Rorschachových karet, které se časem staly jakýmsi symbolem psychologie, často parodovaným. Karl Barth patřil k nejvlivnějším teologům 20. století. Průkopníkem v oblasti moderní pedagogiky byl Johann Heinrich Pestalozzi. Metodu výuky hudby za pomoci pohybu vyvinul Émile Jaques-Dalcroze. Slavnou tezi o prapůvodním matriarchátu formuloval antropolog Johann Jakob Bachofen. Vztah mezi fyziognomií a charakterem se pokoušel definovat Johann Kaspar Lavater. Především posmrtně vydaným deníkem se proslavil filozof Henri-Frédéric Amiel. Benjamin Constant je významným teoretikem liberalismu. Jedním z nejznámějších historiků umění byl Jacob Burckhardt, který je dnes vyobrazen na švýcarské tisícifrankové bankovce. Jeho pokračovatelem byl Heinrich Wölfflin. Jako cestovatel a orientalista se proslavil Johann Ludwig Burckhardt. Nejznámějším „záhadologem“ světa je bezpochyby Erich von Däniken, který od 60. let 20. století dráždí vědu svou paleoastroanautickou tezí.

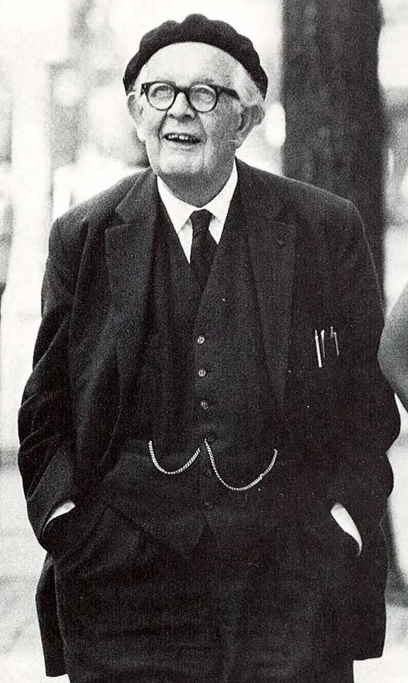
Psycholog Jean Piaget

K známým vědcům žijícím ve Švýcarsku patřil Albert Einstein, který se do země přistěhoval roku 1895 a občanství získal v roce 1901. Podobným případem byl fyzik Wolfgang Pauli, nositel Nobelovy ceny za fyziku Jack Steinberger, matematik George Pólya či představitel pozitivismu Richard Avenarius.

### Sport

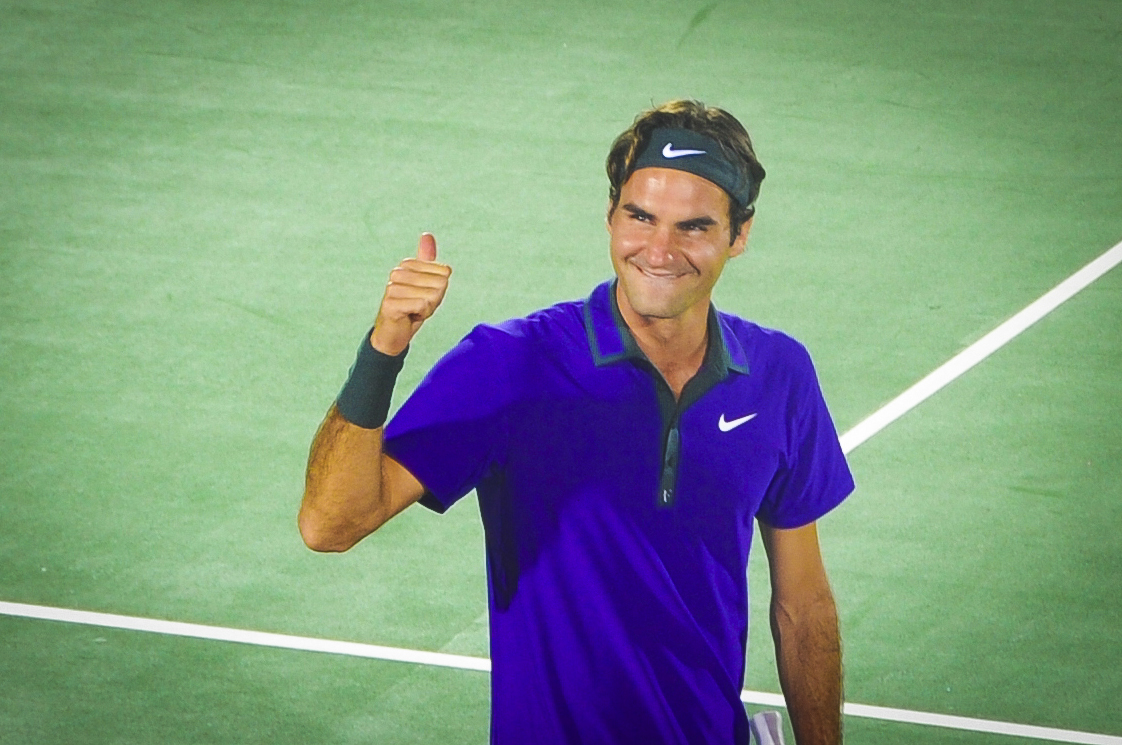
Roger Federer

V 21. století se Švýcaři výrazně prosazují v tenise. Roger Federer patří k nejlepším tenistům všech dob, se svými dvaceti grandslamovými tituly drží historický rekord (spolu s Rafaelem Nadalem). Stan Wawrinka vyhrál US Open, Australian Open i Paříž. Mezi ženami uspěla Martina Hingisová. Olympijské zlato má Marc Rosset.

Ve 21. století se rovněž zvedla popularita ledního hokeje a přišly také mezinárodní úspěchy. Švýcarská hokejová reprezentace získala tři stříbrné medaile na mistrovství světa, v roce 2013, 2018 a 2025 (krom toho má ještě jedno pradávné stříbro z roku 1935). Hokejista Roman Josi byl dvakrát vybrán do NHL All-Star Game, povedlo se to i brankáři Jonasu Hillerovi či Marku Streitovi, který s Pittsburgh Penguins také vyhrál Stanleyův pohár. Nejúspěšnější švýcarský hokejový klub je HC Davos se 31 mistrovskými tituly. 

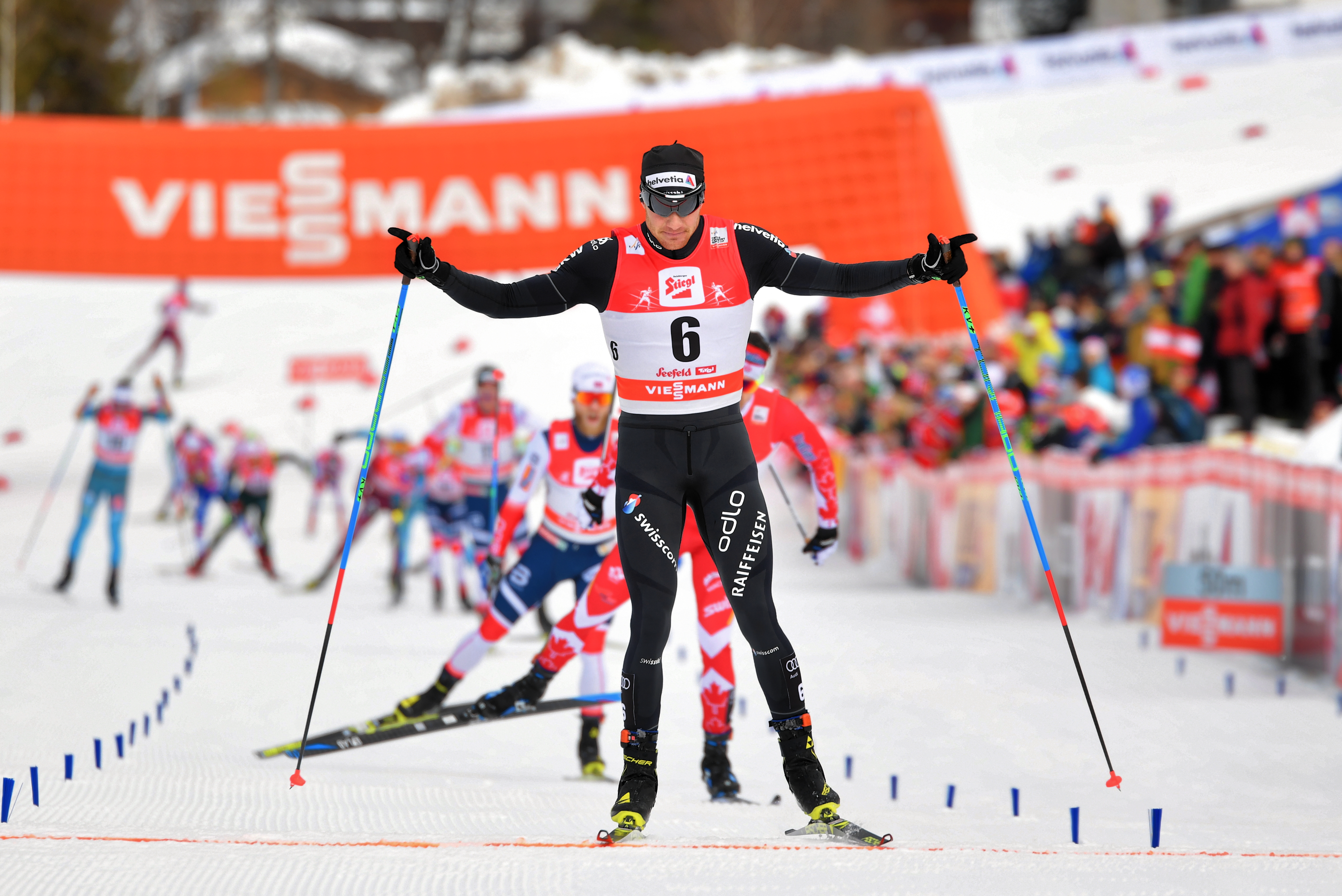
Dario Cologna

Tradičně vozí mezinárodní úspěchy švýcarští lyžaři – čtyři zlaté olympijské medaile má skokan na lyžích Simon Ammann či běžec na lyžích Dario Cologna. Stejnou olympijskou bilanci má i meziválečný gymnasta Georges Miez. Mezi ženami je nejúspěšnější sjezdařka Vreni Schneiderová, která má olympijská zlata tři. Tři zlaté má i střelec Konrad Stäheli.
Stéphane Chapuisat byl zřejmě nejslavnějším švýcarským fotbalistou. Průkopník sportu Joan Gamper založil kromě řady švýcarských fotbalových klubů také katalánský klub FC Barcelona. Nejúspěšnějšími švýcarskými kluby jsou Grasshoppers Curych, FC Basilej, Young Boys Bern a FC Curych. Rostoucí kvalitu má švýcarská nejvyšší soutěž Super League. Země pořádala v roce 1954 fotbalové mistrovství světa, roku 2008 spolupořádala s Rakouskem mistrovství Evropy.
Někdejší hvězdou formule 1 je Clay Regazzoni, který se v roce 1974 stal vicemistrem světa. Zakladatelem stáje formule 1 Sauber je Peter Sauber. Stefan Dörflinger je čtyřnásobným mistrem světa v závodech silničních motocyklů, Luigi Taveri trojnásobným. Zajímavostí je, že v samotném Švýcarsku je pořádání jakýchkoli automobilových a motocyklových závodů zakázané, a to od neštěstí v Le Mans roku 1955, při němž zemřelo 83 diváků. Roku 2007 dolní komora švýcarského parlamentu zákaz zrušila, ale horní komora její rozhodnutí neposvětila, čili zůstává nadále v platnosti.

Hugo Koblet

Tony Rominger třikrát vyhrál cyklistickou Vueltu, Alex Zülle dvakrát. Ferdinand Kübler a Hugo Koblet dokázali vyhrát i slavnou Tour de France, Carlo Clerici Giro d'Italia. Ve Švýcarsku se také každoročně jede cyklistický závod Kolem Švýcarska (Tour de Suisse). Poprvé byl závod uspořádán v roce 1933. Závod nabízí kopce a také minimálně jednu individuální časovku. V roce 2008 zde vyhrál Roman Kreuziger. Nejúspěšnějším cyklistou na Tour de Suisse je čtyřnásobný vítěz Pasquale Fornara. Spolu s Critérium du Dauphiné je závod přípravou na Tour de France.
Ve Švýcarsku se dvakrát konaly zimní olympijské hry, ty historicky druhé roku 1928 ve Svatém Mořici a tamtéž se konaly hry v roce 1948.
Specifickým místním druhem zápasu je tzv. schwingen. Nejde jen o lidovou zábavu, každoroční mistrovství ve Frauenfeldu je masově navštěvované a sledované médii.